# Каса Росада
Ка́са Роса́да (исп. La Casa Rosada, дословно — Розовый дом; также — Дом президента) — официальная резиденция президента Аргентины, расположенная в центре Буэнос-Айреса на восточной стороне площади Пласа-де-Майо. Хотя Каса Росада является местом работы президента, живёт он в резиденции Кинта де Оливос в окрестностях города. Здание расположено на улице Балькарсе (Balcarce), 50, в районе Монсеррат, напротив исторической Площади Мая. Его характерный цвет розовый и считается одним из самых символичных зданий в Буэнос-Айресе. Также в здании находится музей Дома правительства, связанный с деятельностью президентов страны. В 1942 году он был объявлен Национальным историческим памятником.

## История

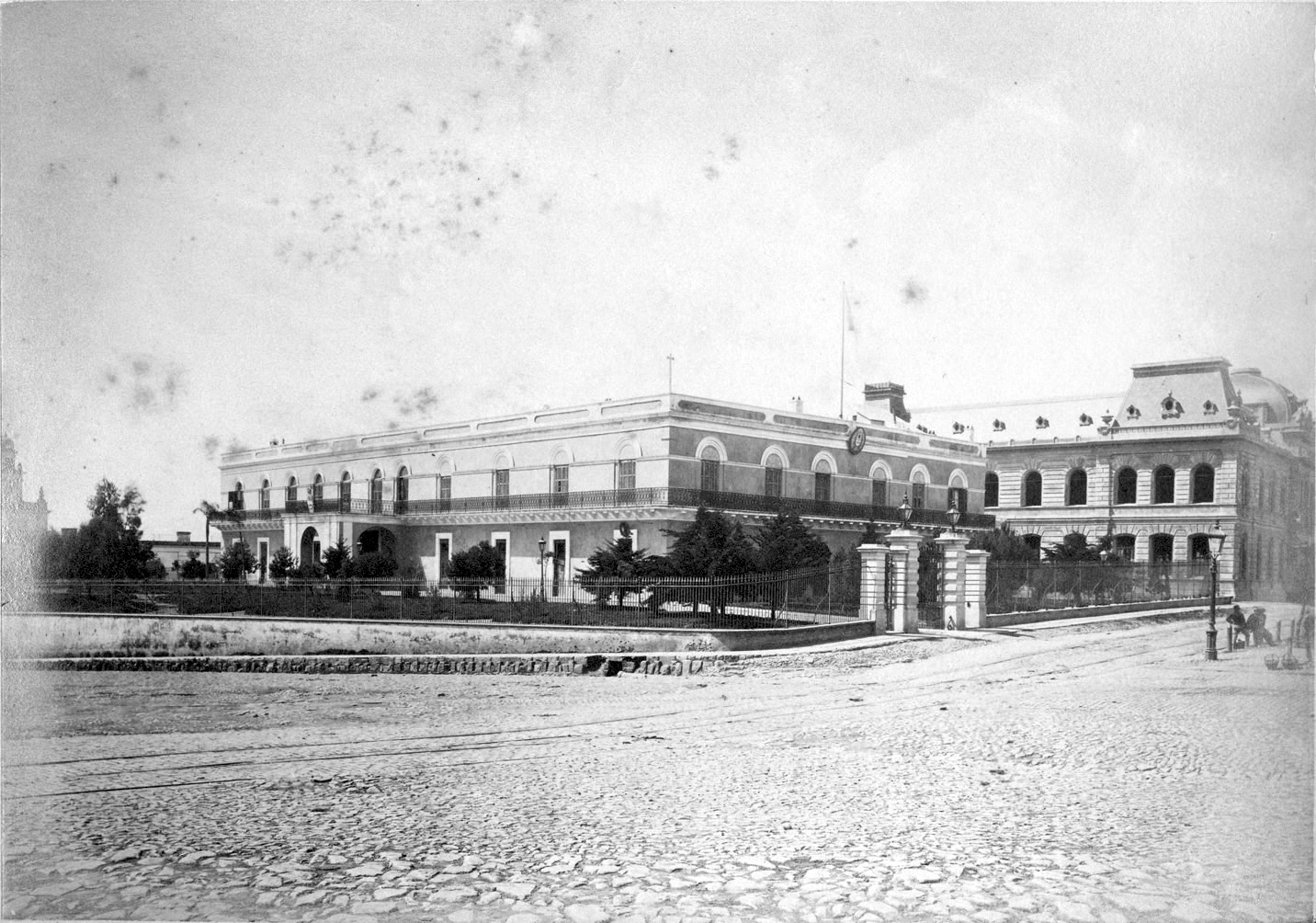
Первоначальное здание Каса Росада и здание Корреос.

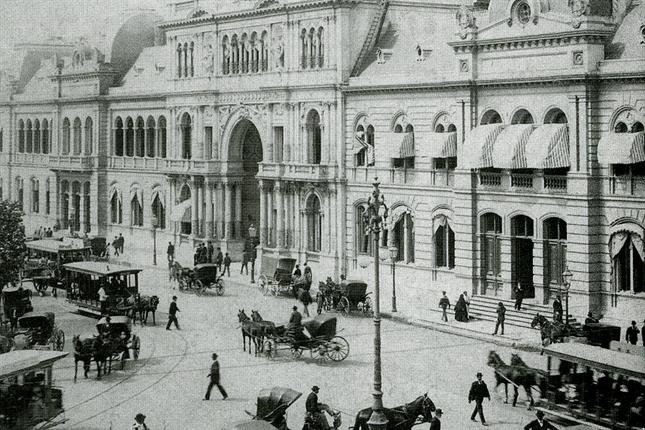
Первая известная фотография Дворца, сделанная 26 октября 1898.

Строительство дворца Каса Росада началась в конце XVI века. Ещё в 1594 году, вскоре после основания города Хуаном де Гараем на этом месте был построен форт Хуана-Бальтасара Австрийского, в 1713 году перестроенный в укреплённый замок Сан-Мигель, ставший резиденцией испанских колониальных властей. В 1825 году по распоряжению президента Бернардино Ривадавия замок был оформлен в неоклассическом стиле, и оставался резиденцией властей Буэнос-Айреса до 1857 года, когда по приказу президента Хусто Хосе де Уркисы был разобран для постройки здания таможни, возведённого в итальянском стиле Эдвардом Тейлором и ставшего самым большим зданием города.
В 1862 году с учреждением поста президента его резиденцией стал административный флигель уцелевшего замка, при президентах Бартоломе Митре и Доминго Сармьенто реконструированный с добавлением внутренних дворов и патио и выкрашенный из тёмно-коричневого в розовый цвет, что должно было стать символом примирения двух основных политических партий страны — унитаристов и федералистов, чьими цветами были соответственно белый и красный.

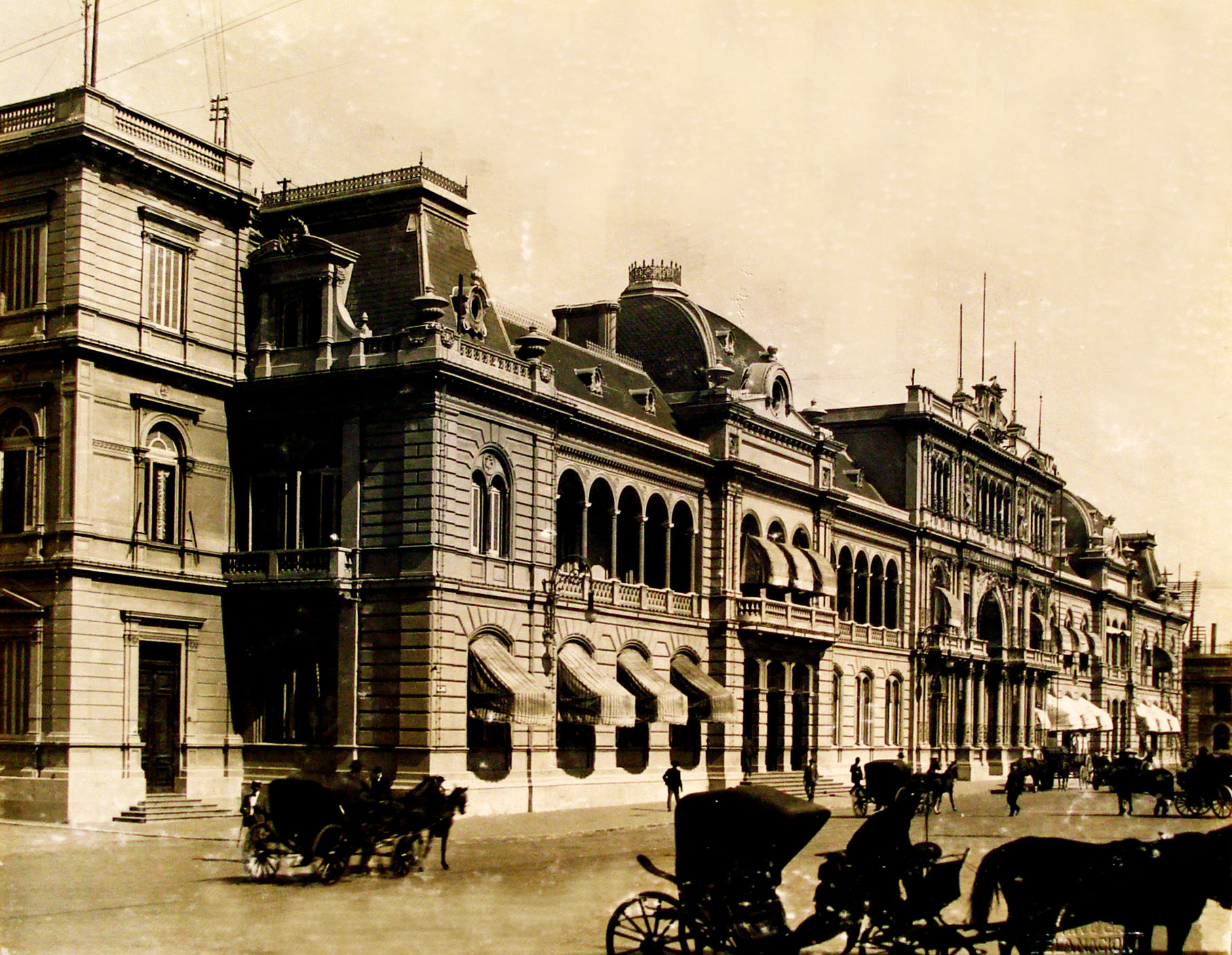
Конец XIX века.

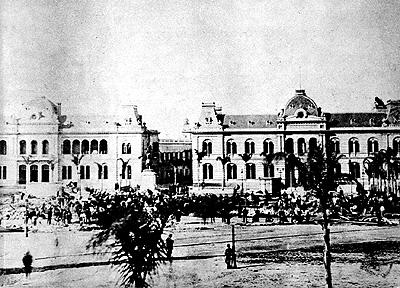
Правительственное здание.

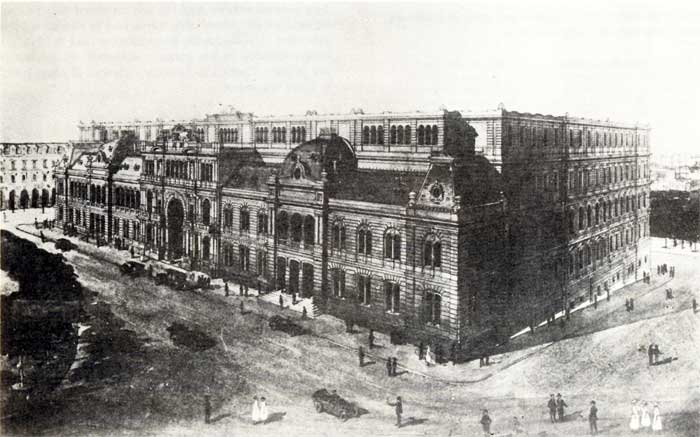
Проект Тамбурини по строительству здания (1884).

В 1873 году рядом с резиденцией президента по проекту Карла Кильберга в стиле Второй империи был возведён Центральный почтамт.
В 1882 году по распоряжению Хулио Рока президентская резиденция была оформлена Энрике Абергом в стиле почтамта, и в 1884 Франческо Тамбурини соединил их в итальянском стиле. Проект присоединения здания здания через монументальную арку, выход к которой на улице Балькарсе и строительство которой началось в 1886 году, с последующим расширением здания на проспекте Авенида Ривадавия, законченное в 1890 году. Это положило конец тому, что осталось от старой крепости, сохранились некоторые стены и одно из окон, которые можно увидеть в современном музее Двухсотлетия. После сноса таможни в 1898 на его месте было построено восточное крыло дворца с видом Пуэрто-Мадеро.
Таким образом, строительство дворца было завершено.
В 1910 году французский архитектор Норберт Мейлларт построил Зимний сад на восточной стороне здания в виде галереи с колоннами на первом этаже и сад, расположенный на первом этаже. Стеклянная крыша была поддержана железными колоннами и здесь находились комнатные растения, стол с плетеными креслами-качалками и ковры. Этот сад был частью реконструкции, сделанной президентом Роке Саенс Пенья, который из-за болезни, которая мешала ему двигаться стал единственным президентом, который использовал Каса Росада в качестве постоянного жилья. В 1927 году этот сад был закрыт, а здание, добавив два офисных блока на фасаде был продлено до Парка Колумба.

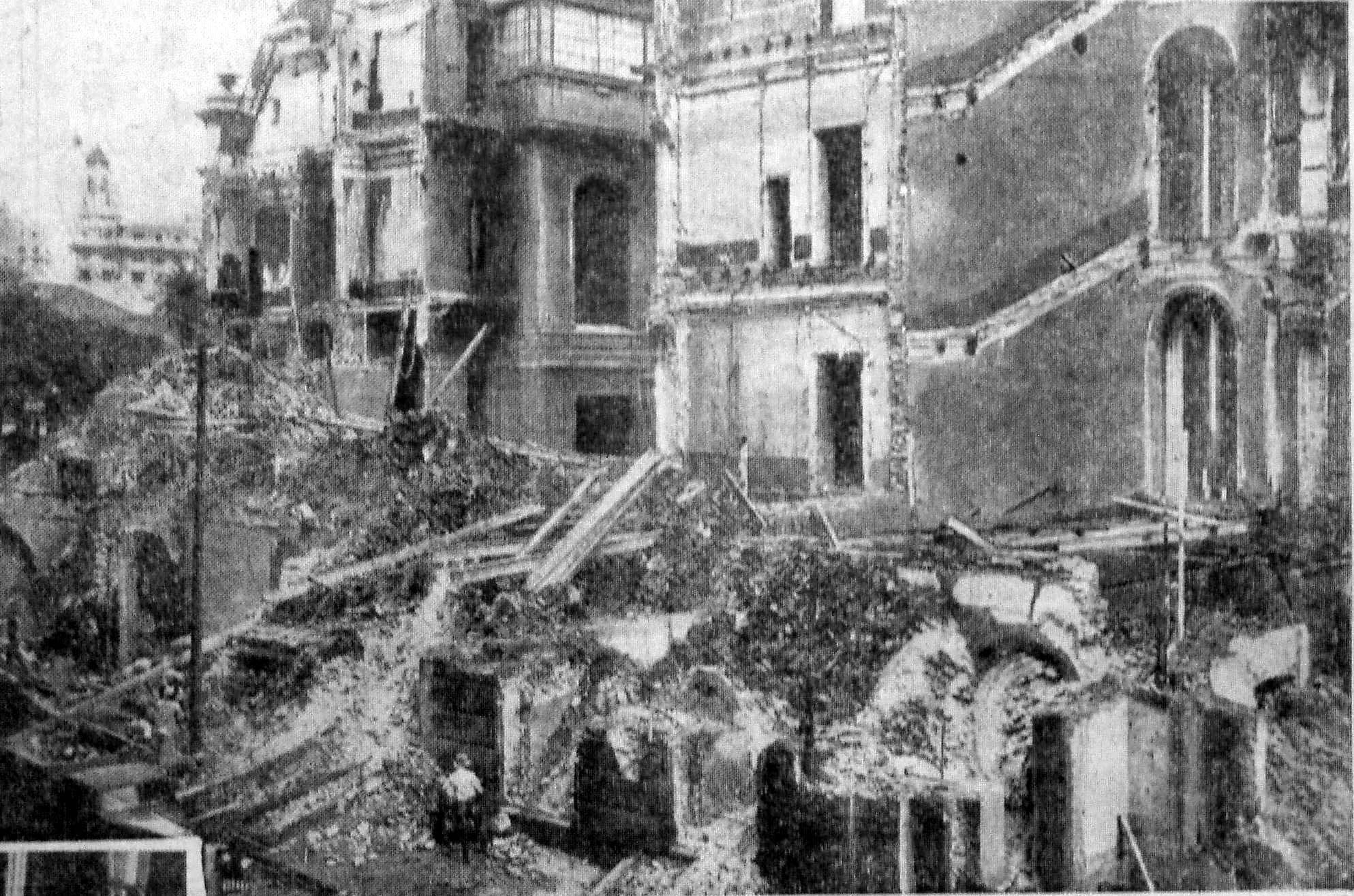
Разрушение здания в 1938.

В 1937 году по инициативе президента Агустина П. Хусто, следуя общему мнению интеллектуалов своего времени, он решил, что здание должно быть полностью разрушено, чтобы создать перспективу от Площади Мая к Рио-де-ла-Плата, а также продлить проспект Авенида де Майо к району Пуэрто-Мадеро. На начало 1938 года начался снос части старого здания почт и телеграфа, которое выходило на улицу Виктория (сегодня улица Ипполито Иригойена), таким образом уменьшая южную сторону здания на 17 метров. Но в феврале 1938 года стал президентом Роберто Марселино Ортис, который в апреле принял решение приостановить снос здания и приказал реконструировать фасад на улице Виктория. Таким образом, был построен новый фасад на улице Иригойна и было принято решение воспользоваться снесенной частью, чтобы расширить дорогу, при продвижении строительства дворца Паласио Хасьенда. Кроме того, необходимо было перенести выход к станции линии метро Площадь Мая, который был на узкой улице. Хотя это и не очевидно на первый взгляд, эта перестройка влияет на симметрию фасада, двигаясь на юг, от центральной арки и означает потерю важной части здания, построенного в 1878 году.

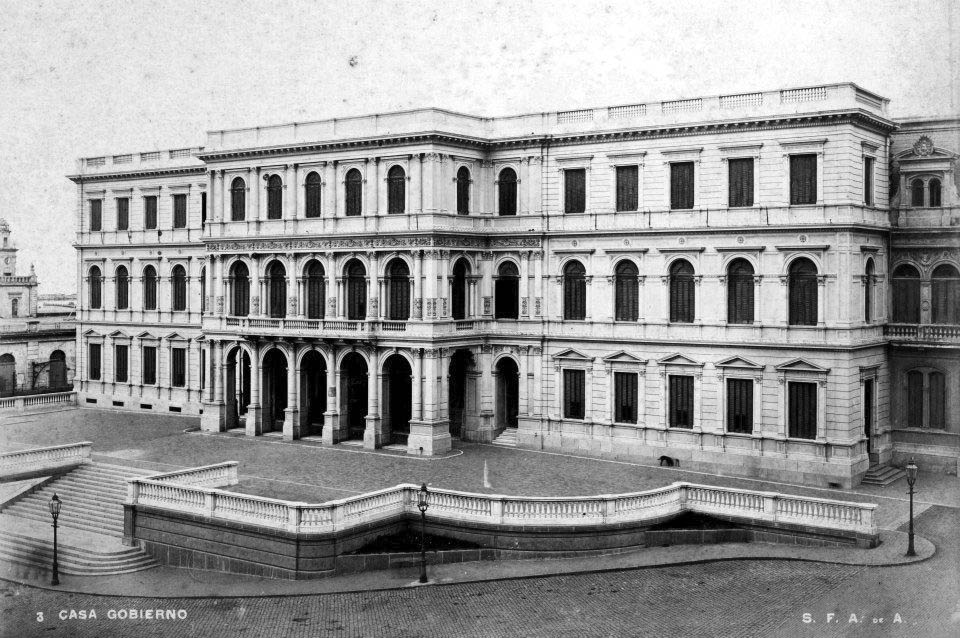
Вход с проспета Авенида Ривадавия, 1890 год (Foto: Sociedad Fotográfica Argentina de Aficionados).

В 1955 году военные выступившие против президента Хуана Доминго Перона разбомбили здание, вызывая большие разрушения. Командир Нестор Норьега сбросил бомбу на здание, которая полностью уничтожила зимний сад. В конце концов, он был заменен на офисы.
В 1942 году, при реконструкции водопровода с Пасео Колон на улицу Иригойена, была раскопана секция подземной части бывшей таможни. Было решено интегрировать её со остатками старого форта, чтобы сформировать исторический музей (музей Каса Росада), который был открыт в 1957 году, где находятся вещи принадлежащие бывшим президентам и хранятся, такие вещи как ремни, трости, книги, мебель.
Останки бывшего форта были частично раскопаны в 1991 году, и включены в Музей Каса Росады. Расположенные позади здания, эти работы проходили по Авенида Пасео Колон и объединили Каса Росада с Парком Колумба позади него. Также в этот период, здание было использовано в качестве съемочной площадки для фильма Эвита, в котором снялись Мадонна и Антонио Бандерас. Съёмочная группа лично попросила разрешения у президента Карлоса Сауля Менема для сцены, где Мадонна исполнила песню Don’t Cry for Me Argentina с балкона Каса Росада, разрешение было получено. В 1998 году сам президент поручил группе специалистов реставрацию главного фасада, в частности, искали новый оттенок розового, который наиболее напоминал оригинальный цвет, и что с 1989 года здание выглядело как один бледный слабый тон из-за ошибки при выборе краски, а фасад с Парка Колумба щеголял растительностью в изобилии растущей на штукатурке. И, наконец, были внесены изменения во внутренних помещениях, а также восстановление Зала Бланко. Главный фасад было покрыт огромной тканью, показывая показывая цвет который будет выглядеть здания после перекраски с использованием нового тона розового, но 10 декабря, с участием президента Фернандо де ла Руа, и ряда экспертов, которые считали, что тон был слишком интенсивным, и контрастирует с бледным тоном трех других фасадов поэтому перекраска не состоялась. После ухода Менема, работы по реставрации были парализованы и а экономический кризис 2001 года остановил её на срок более трёх лет.

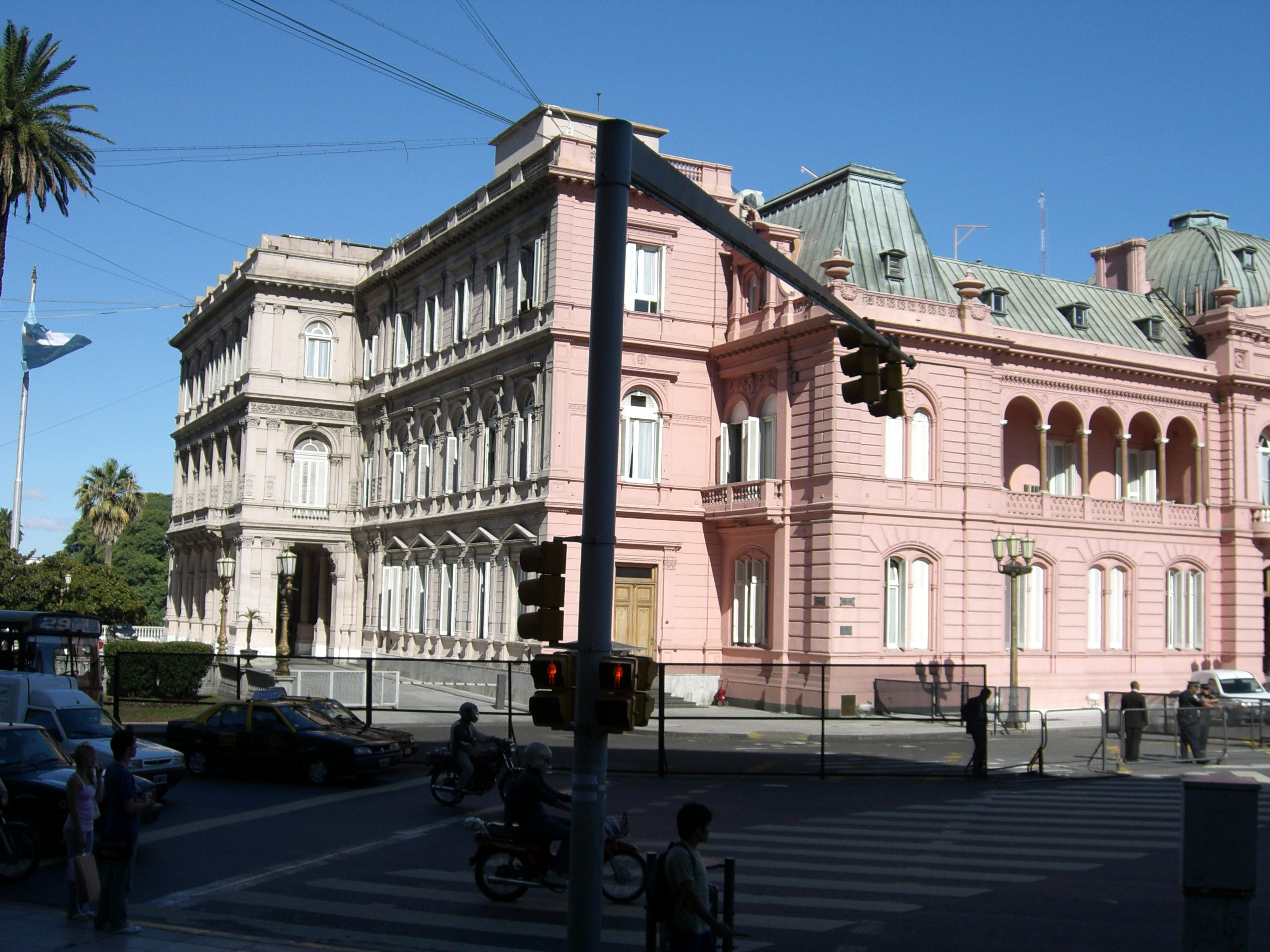
В период между 1999 и 2006, фасад перекрашен с интенсивным розовым цветом.

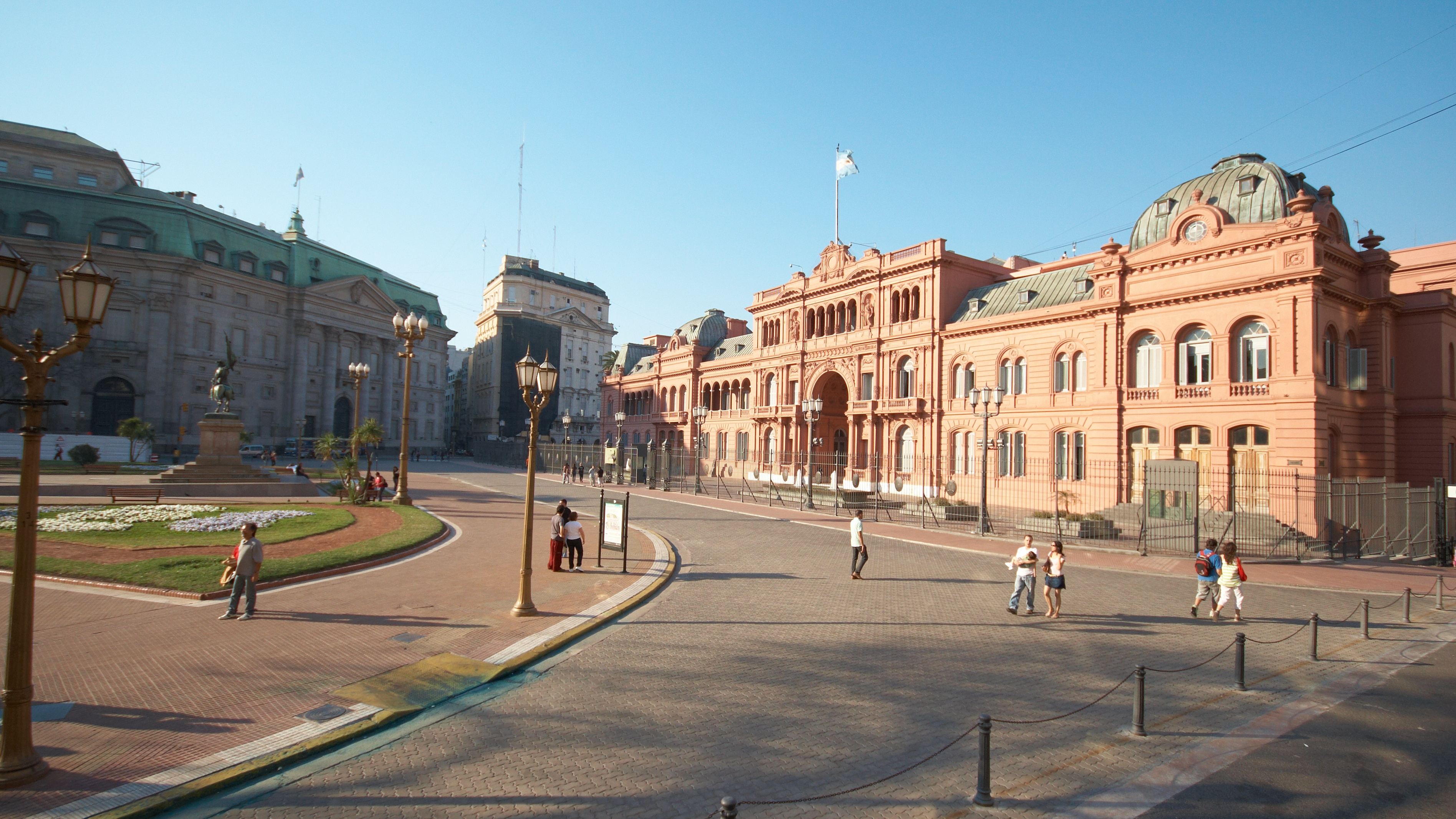
Вид с южной стороны на север.

Только при президенте Несторе Киршнере работы были возобновлены. В 2006 году он начал амбициозный проект, с перекраской трех фасадов, которые были оставлены нереставрированными и восстановление фасадов, которые заросли в растительностью, выросшей на штукатурке, также был перекрашен фасад с видом на Площадь Мая, чтобы сделать его в один цвет с другими. Но он также пошел дальше, разрушив технические антресоли и временные стены, которые были возведены в последние десятилетия, чтобы создать больше рабочего пространства. Кроме того, удалил, то что оставил Фернадо Де ла Руа в здании на декабрь 2001 года. Парк Колумба был преобразован в де-факто частный сад Каса Росада, вызывая споры, потому что это публичное место. Работы были продолжены при президенте Кристине Фернандес, которая, кроме восстановления залов, мозаичных полов в которых были недостающие кусочки, или картин, которые были покрыты лаком в двадцатом веке, она открыла серию тематических залов посвящённых различным областям культуры и истории Аргентины.
Для празднования двухсотлетия Майской революции в 2010 году были сделаны некоторые изменения и открыт Museo Bicentenario. 18 октября 2010 года президент открыла большие часы с гномоном, которые венчают центральную арку с улицы Балькарсе, 50, подаренные фирмой по изготовлению часов. Как выяснили в планах архитектора Тамбурини, эти часы были запланированы в первоначальном проекте 1890 года.

## Современное состояние
В настоящее время достопримечательности дворца включают:
- Кабинет Ривадавия — рабочую резиденцию президента, названную так в честь первого президента;
- Зал бюстов, где выставлены бюсты легитимно избранных президентов Аргентины (последним в 2003 был открыт бюст Рауля Альфонсина)
- Музей дворца, находящийся в сохранившихся помещениях форта Сан-Мигель.

## Залы

### Белый зал (зал Бланко)

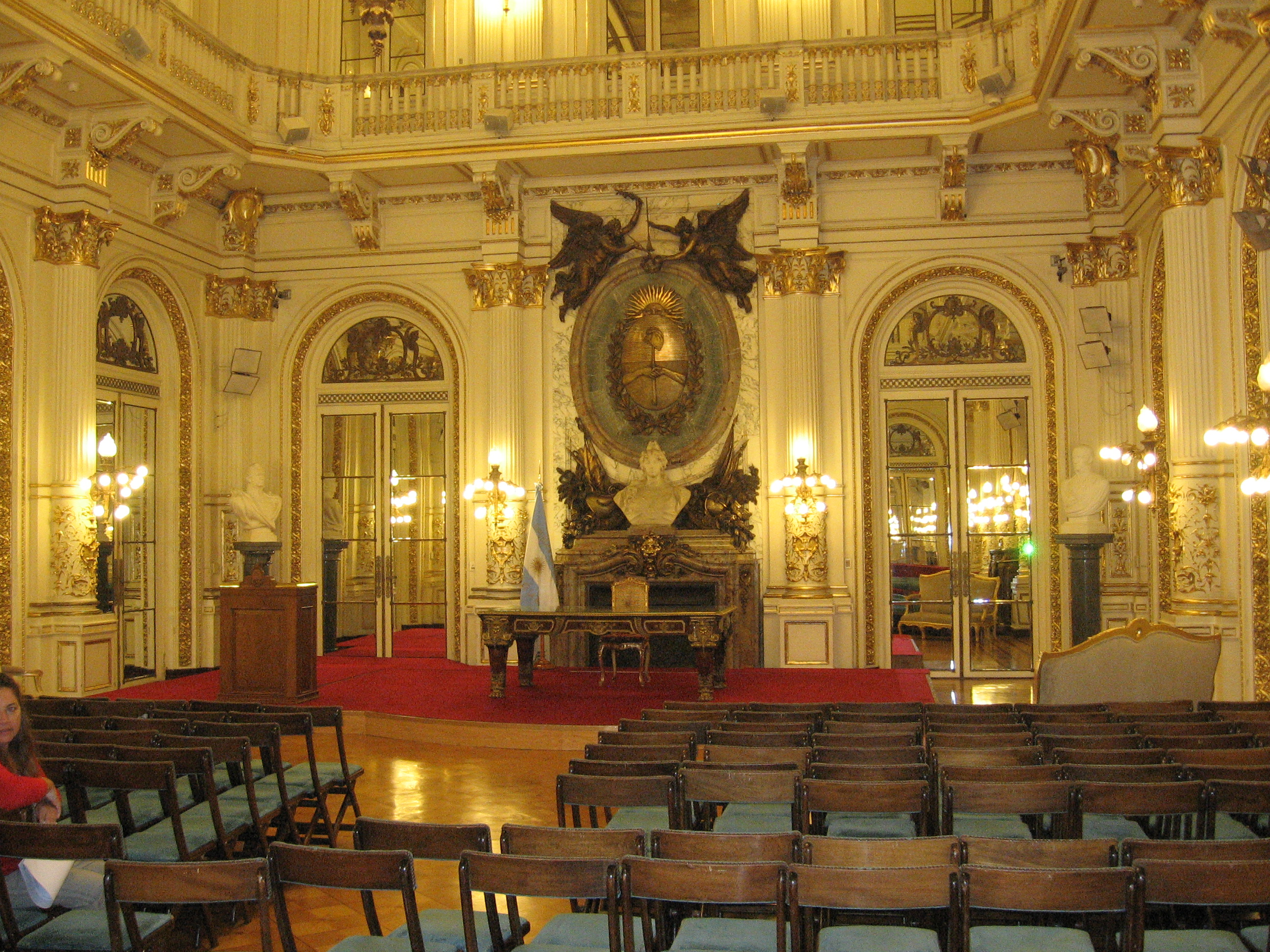
Белый зал, расположенный на втором этаже Дворца

Белый зал имеет пол из дуба, который был первоначально привезен из Бельгии в 1903 году и был восстановлен для празднования двухсотлетия Майской революции, так в нём и в соседних залах был проведен праздничный ужин с участием международных лидеров.
Дизайн и оригинальная конструкция этого зала созданы по проекту архитектора Франческо Тамбурини. По его периметру расположены колонны в композитном порядке (Коринфский ордер), имеет рельефы с гротескными мотивами в виде ваз, птиц, листов аканта и щита с гербом страны.
В центре зала висит бронзовая люстра золотого цвета сделанная в Буэнос-Айресе торговым домом Casa Azaretto Hnos. Она весит 1250 кг и имеет 192 ламп. А также здесь многочисленные бра, установленные по всему залу.

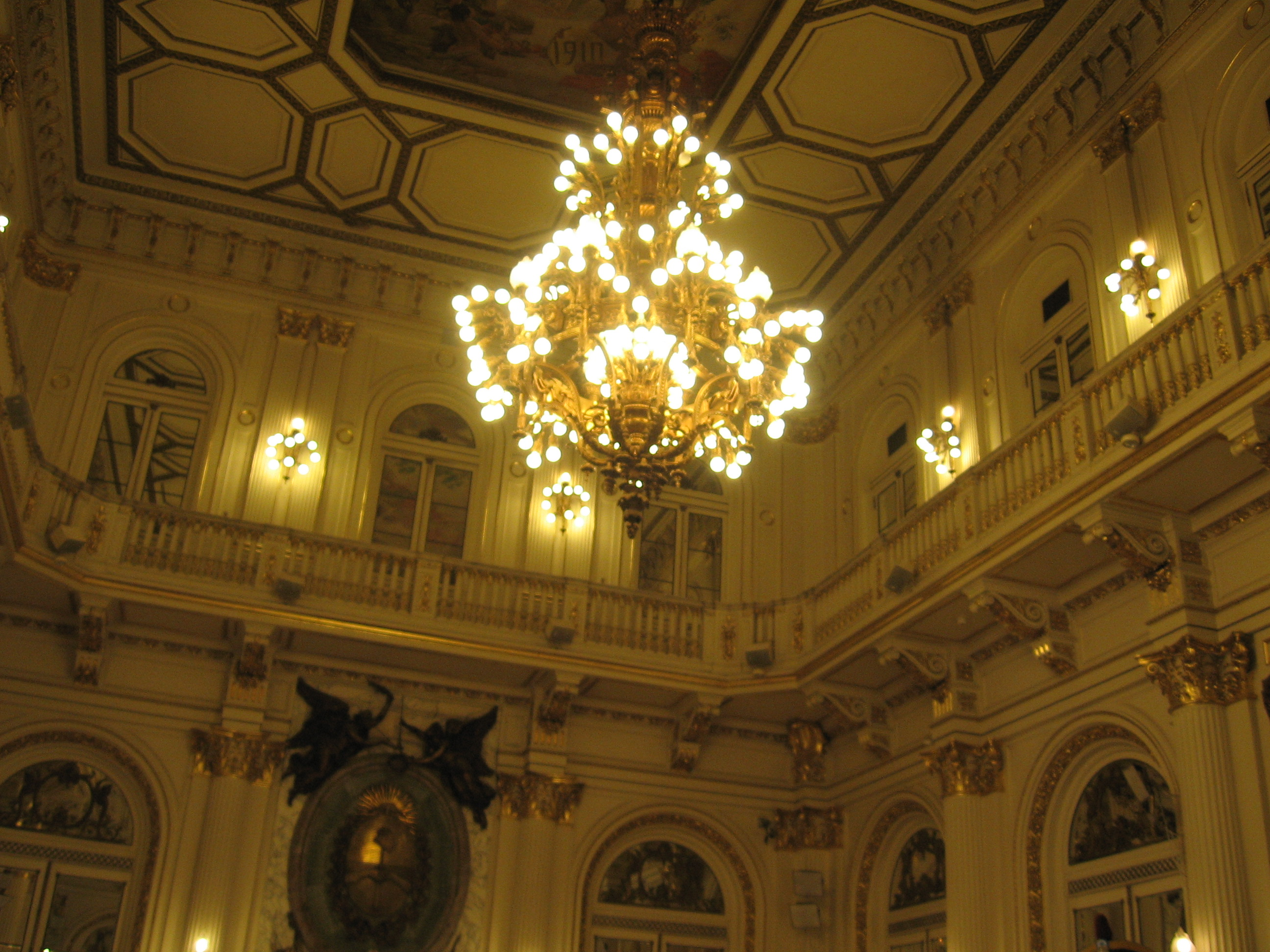
Люстра в Белом зале, весит 1250 кг и имеет 192 ламп.

На потолке зала работа итальянского художника Луиджи Де Серви, создана в 1910 году в честь столетия со дня Майской революции. Эта картина является аллегорией памяти двух ключевых моментов в истории Аргентины: Революции мая 1810 г. и 9 июля 1816 года, в день принятия Декларации о независимости Аргентины.
В центре зала расположена скульптура, представляющая бюст страны, работы итальянского скульптора Этторе Ксименеса из каррарского мрамора. Над бюстом расположен щит в виде национального герба изготовлен из бронзы и размещён на мраморной доске различных оттенков. Над ним два ангела, сделанные из дерева держат трубы славы. Этот орнамент был первоначально в зале Лес Парижа (Forest de París) в 1910 году.
В правом углу находится бюст генерала Сан-Мартина, созданный филиппинским скульптором Феликсом Пардо де Таверой. Бюст генерала Мануэля Бельграно, расположенный в левом углу был сделан скульптором Хуаном Карлосом Ферраро Архентина.

### Синий зал (Salón Azul)

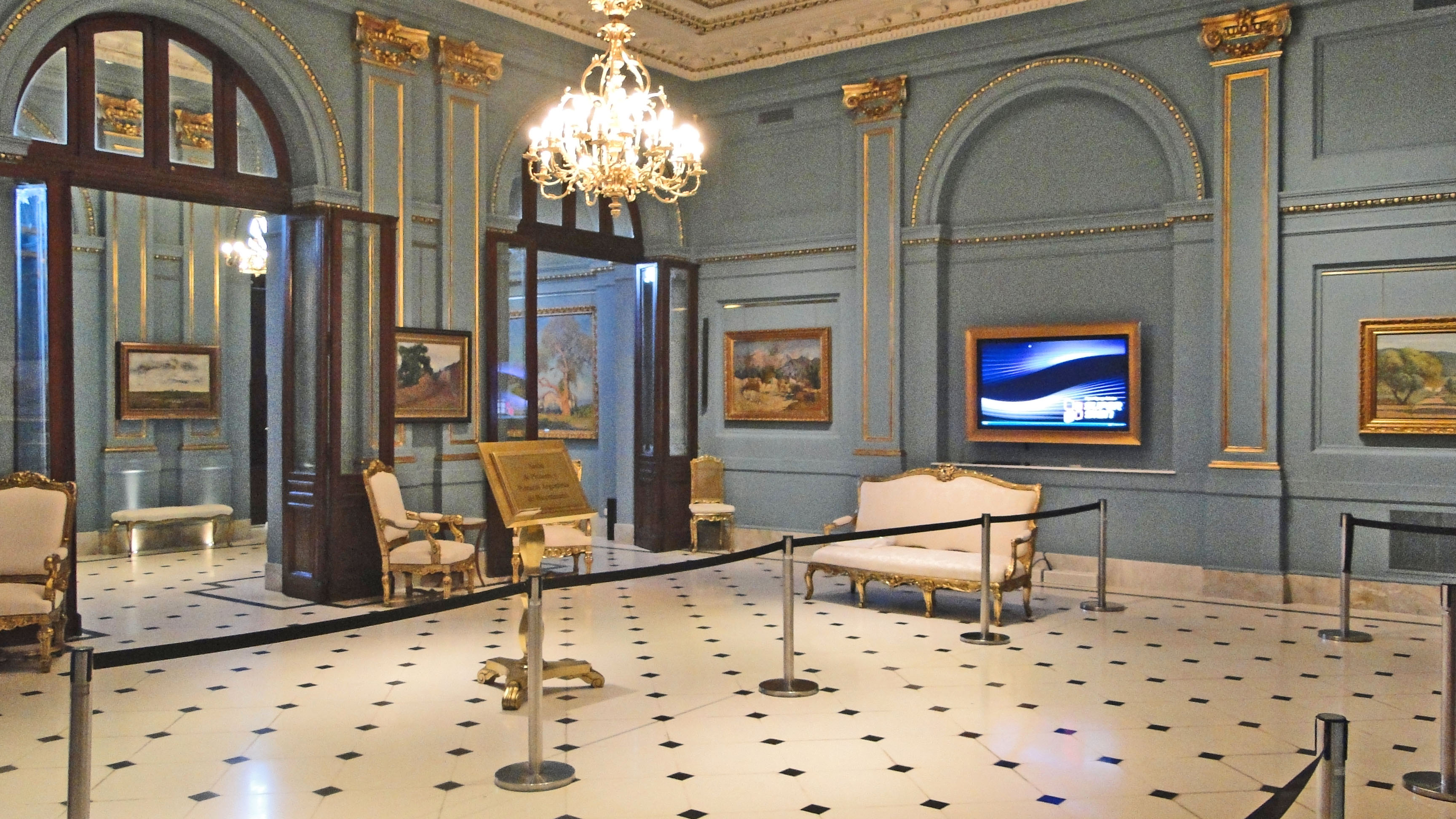
Синий зал, расположенный в подвале дворца

Расположен в подвале Каса Росада, в зале собраны произведения различных национальных художников, различных стилей и живописных тенденций. Например аргентинские пейзажи, изображенные местными живописцами, обеспечивают представление широкого спектра видов провинций Аргентины.
Коллекция разделена на периоды и школы. Зал однороден по архитектуре, стены синего цвета, есть золотые орнаменты, великолепные люстры и деревянный резной стол с золотой облицовкой и мраморной столешницей (изготовлен а 1900 году) стиля нео-барокко в стиле французского Людовика XIV.

### Зал мыслителей и писателей и Двухсотлетия Аргентины

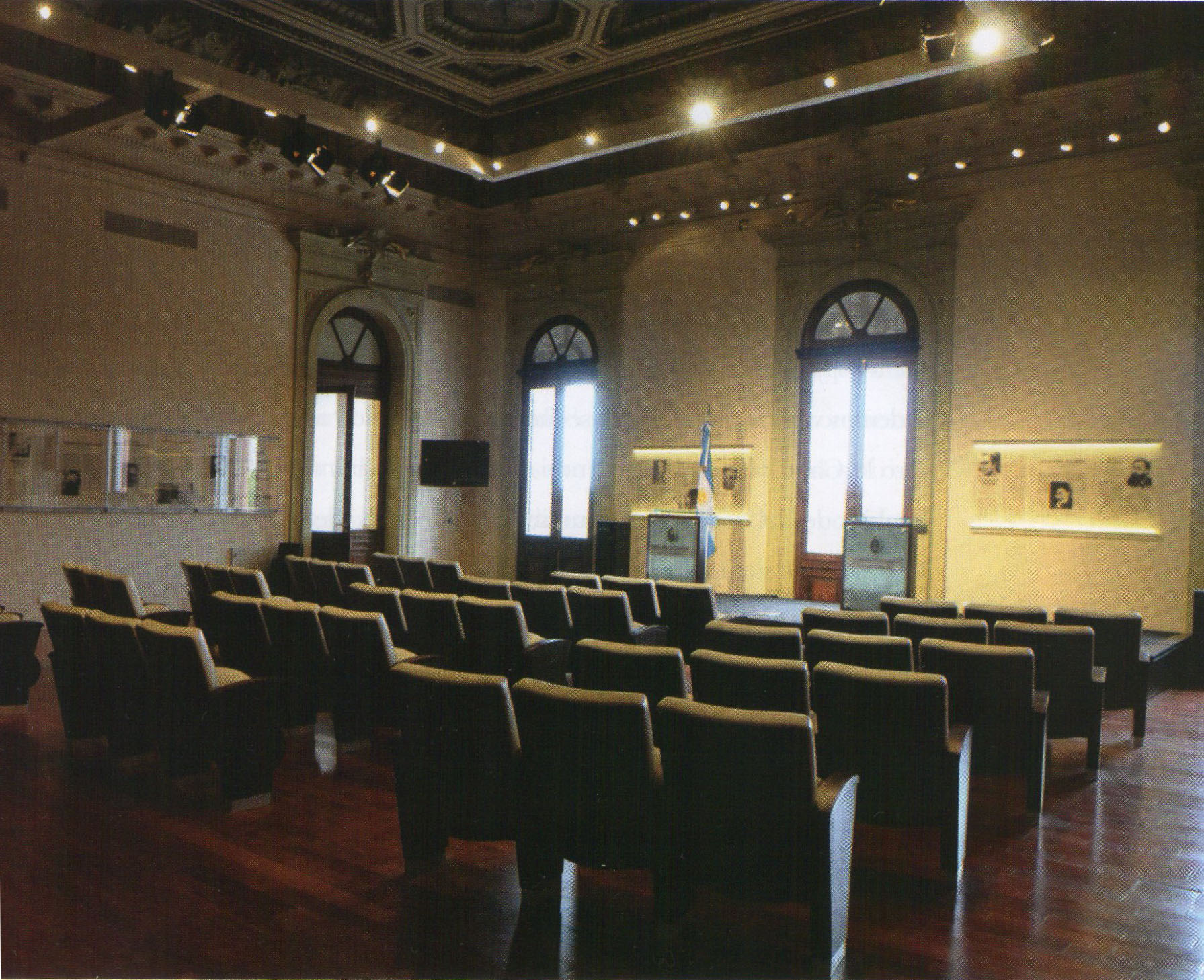
Зал мыслителей и писателей и Двухсотлетия Аргентины, расположенный на третьем этаже Дворца

16 сентября 2009 года зал был открыт. Этот зал приглашает вас познакомиться с великими представителями национальной культуры. Портреты Рауля Скалабрини Ортиса, Артуро Джаеретча, Хорхе Луис Борхеса, Алехандро Пизарника, Мария Елены Уолш, Родольфо Уолша, Энрике Сантоса Дисеполо, Хулио Кортасара, Мариано Морено, Хуана Баутисты Альберди, Доминго Фаустино Сармьенто, Леопольдо Марчала, Харолдо Конти, других. Он представляет собой дань уважения мужчинам и женщинам, которые являются частью исторического, культурного и политического наследия аргентинцев. Этот зал был оснащен всем необходимым для освещения средствами массовой информации официальных актов правительства.

### Зал Эвы Перон

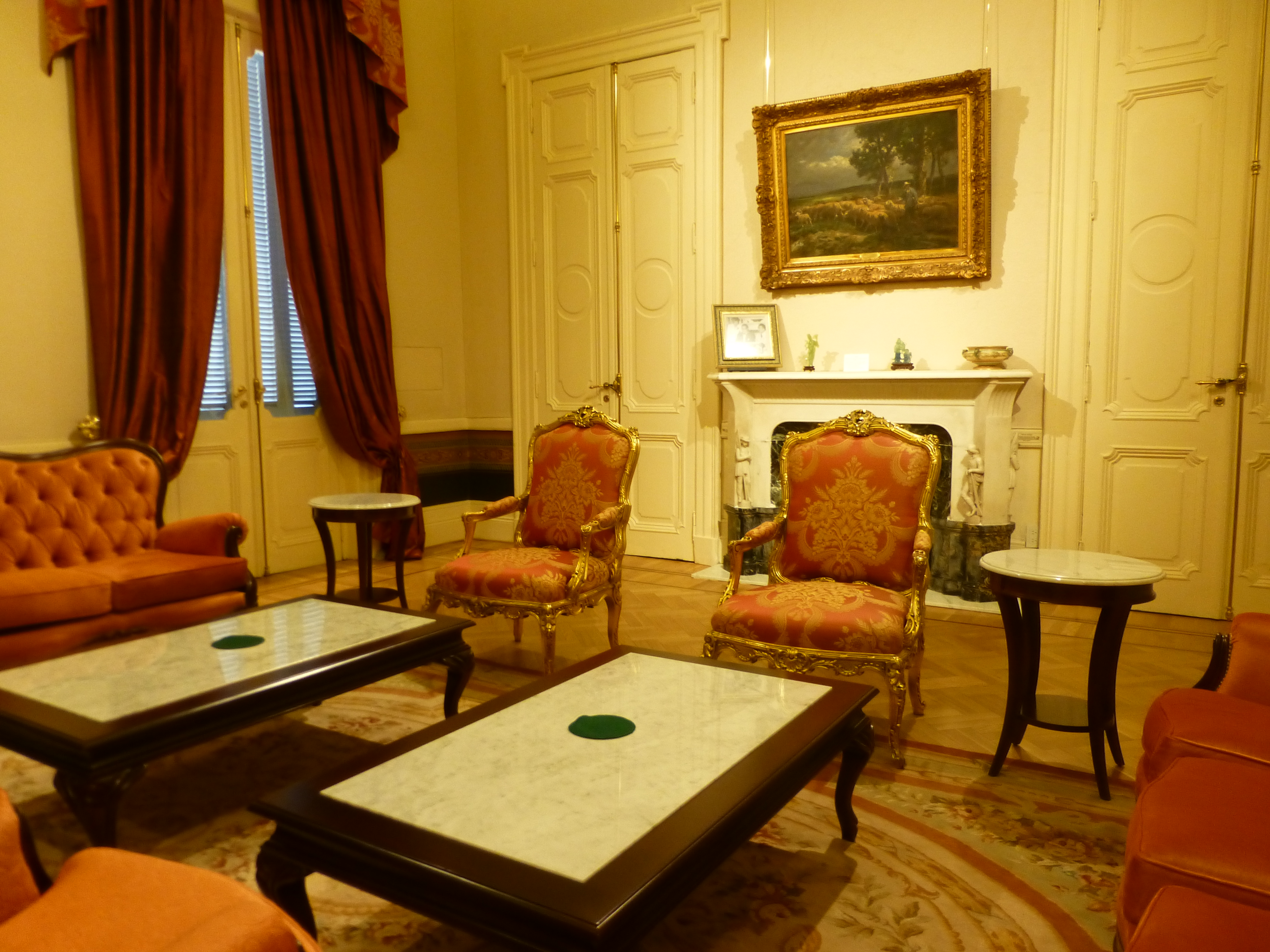
Зал Эвы Перон, расположенный на втором этаже Дворца

Этот зал, расположенный где когда-то был кабинет вице-президента, прошли наиболее значимые моменты общественной и личной жизни Эвы Дуарте. Здесь находятся: документы, художественные работы и фотографии женщины, которая ознаменовала собой историю Аргентины. Он был использован Эвой в качестве одного из своих офисов, когда Эва Перон была главой фонда Перон.
Зал состоит из двух частей: столовая и гостиная. Столовая имеет большой деревянный стол и 28 стульев из дуба, камин с декоративным фасадом из дерева в стиле неоренессанс (С. 1890), два внушительных одинаковых зеркала и позолоченные бронзовые люстры с хрустальными абажурами. Потолок украшен лепниной различных рельефов, форм и цветов, с фресками аллегорий на небесном фоне и золотыми звездами аргентинских провинций на щите. 1890 год.

### Зал аргентинских учёных

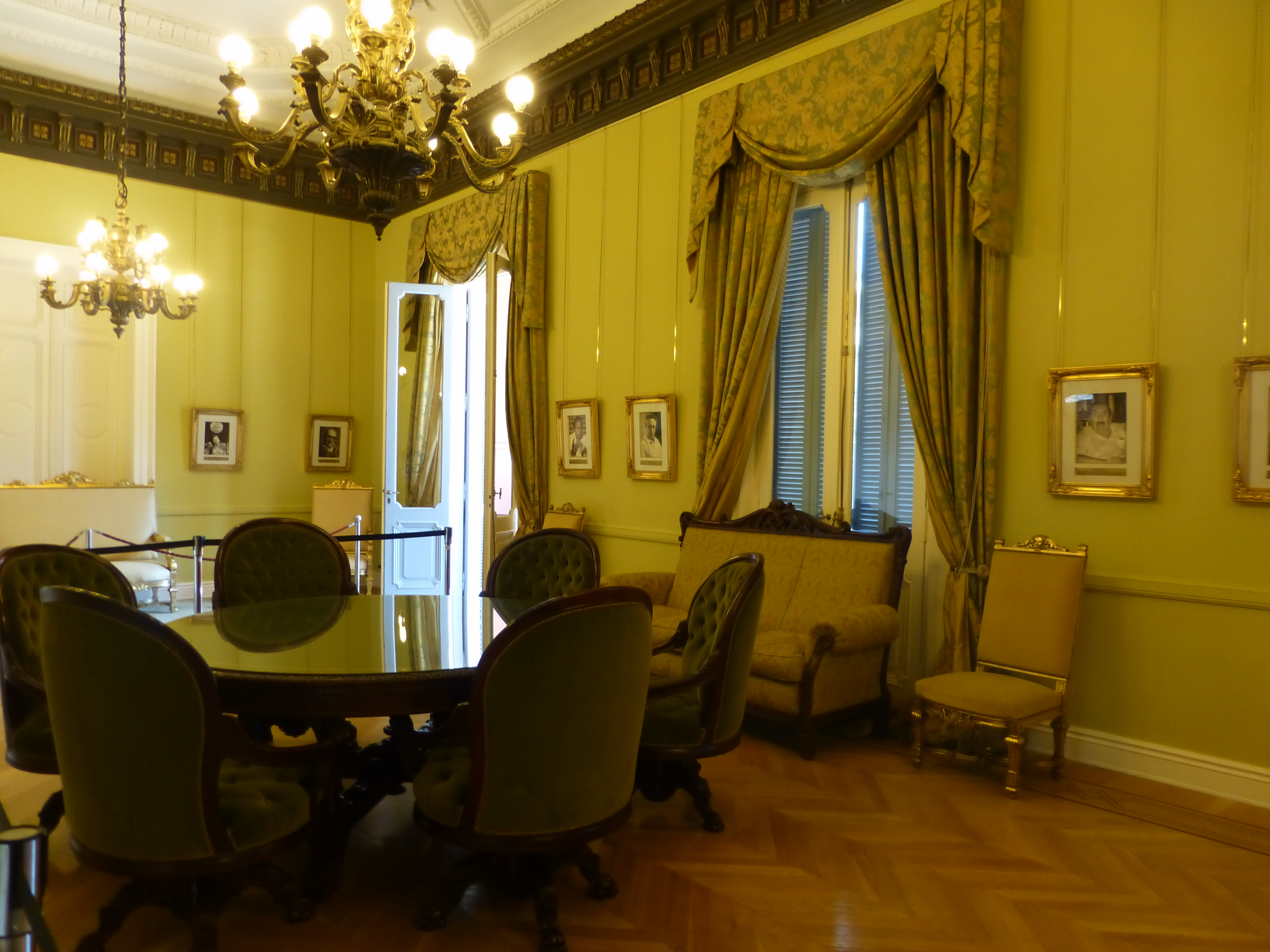
Зал аргентинских учёных, расположенный на втором этаже Дворца

Зал аргентинских учёных был открыт 1 сентября 2009 года и ранее работал в качестве Парадной комнаты.
Здесь находятся портреты трёх аргентинских учёных — лауреатов Нобелевской премии в области науки, Бернардо Усая, Сесара Мильштейна и Луиса Лелуара; а также бывшего министра здравоохранения Рамона Каррильо и Сальвадора Мазза, Флорентино Амегино и Рене Фавалоро.

### Южный зал

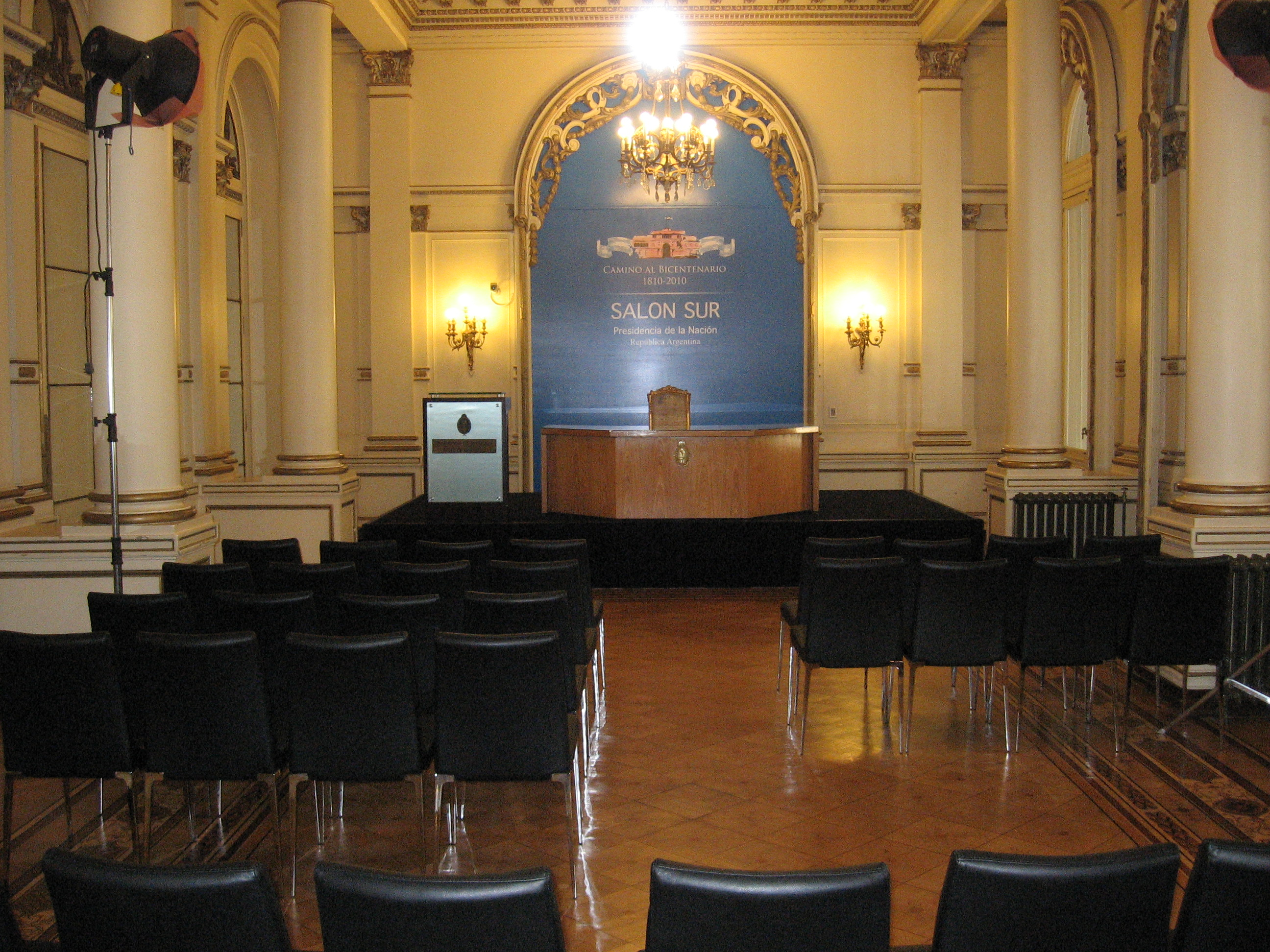
Южный зал, расположенный на втором этаже Дворца.

Зал соединен с одной стороны, с галереей Витражей, а с другой с Белым залом. Находясь рядом с Белым залом, иногда он выполнял функции продолжения этого зала. Его архитектурный и эстетический внешний вид сохранился почти нетронутым. Вид его более строгий чем белый, имеет колонны и мозаику на потолке а также элементы декора. Его колонны богато украшены рельефными яркими мотивами.
С потолка свисает бронзовая люстра с хрустальными элементами и кроме неё расположены бра, размещенные на стене.

### Северный зал

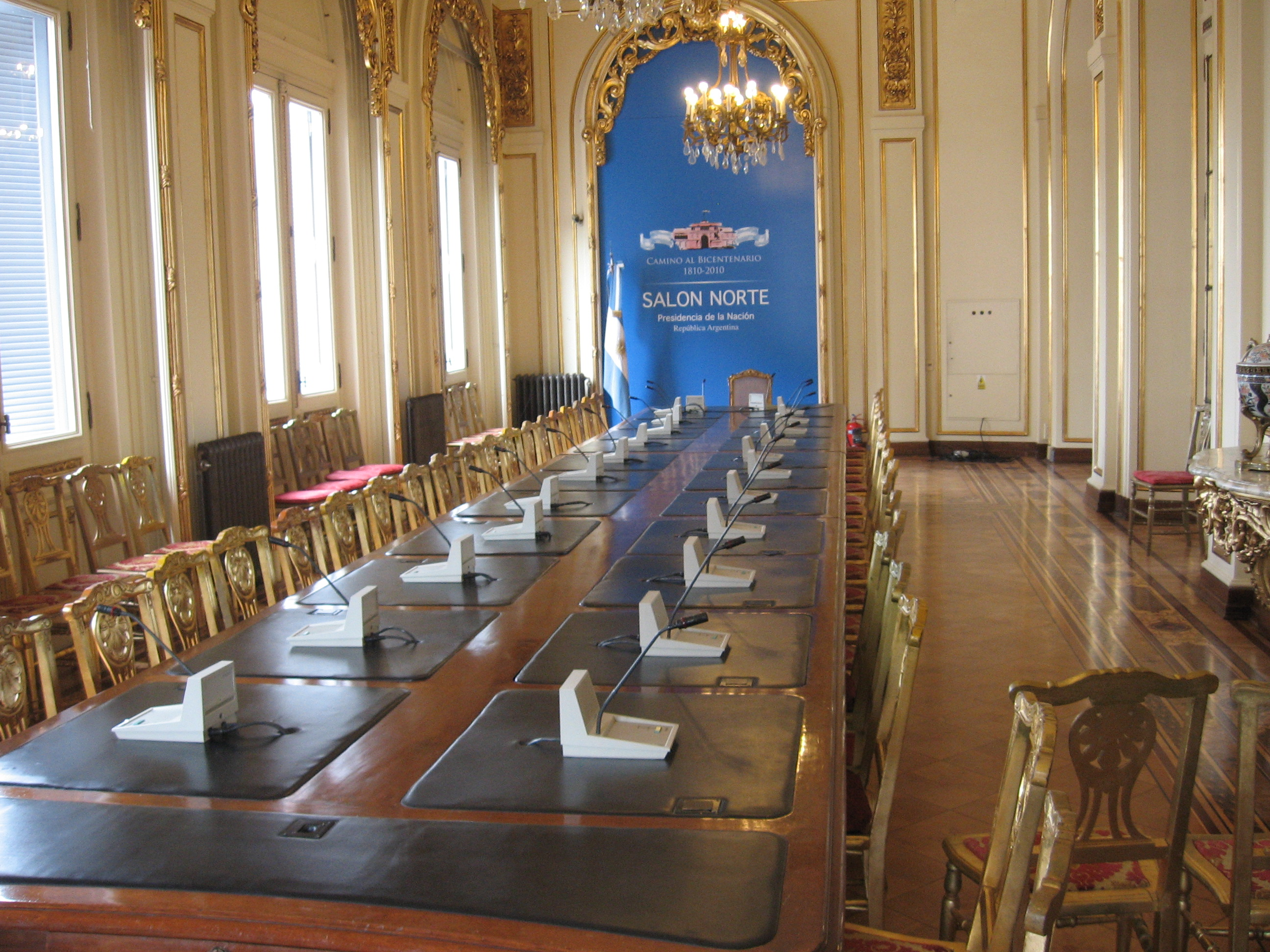
Северный зал, расположенный на втором этаже Дворца.

Для того, чтобы войти в этот зал необходимо пройти через Белый зал. Долгое время использовался для заседаний правительства и, следовательно, известен под именем зала Соглашений. Учитывая что это его основная функция, мебель является самым важным элементом обстановки; сделанная из викторианского красного дерева в 1949 году.
Также вдоль зала, расположены старые радиаторы, которые согревали зал.
Исторически сложилось так, что ранее бюсты президентов украшали этот зал. Сегодня они расположены в Зале Славы. Сегодня Северный зал используется в основном для проведения совещаний.

### Зал коренных народов

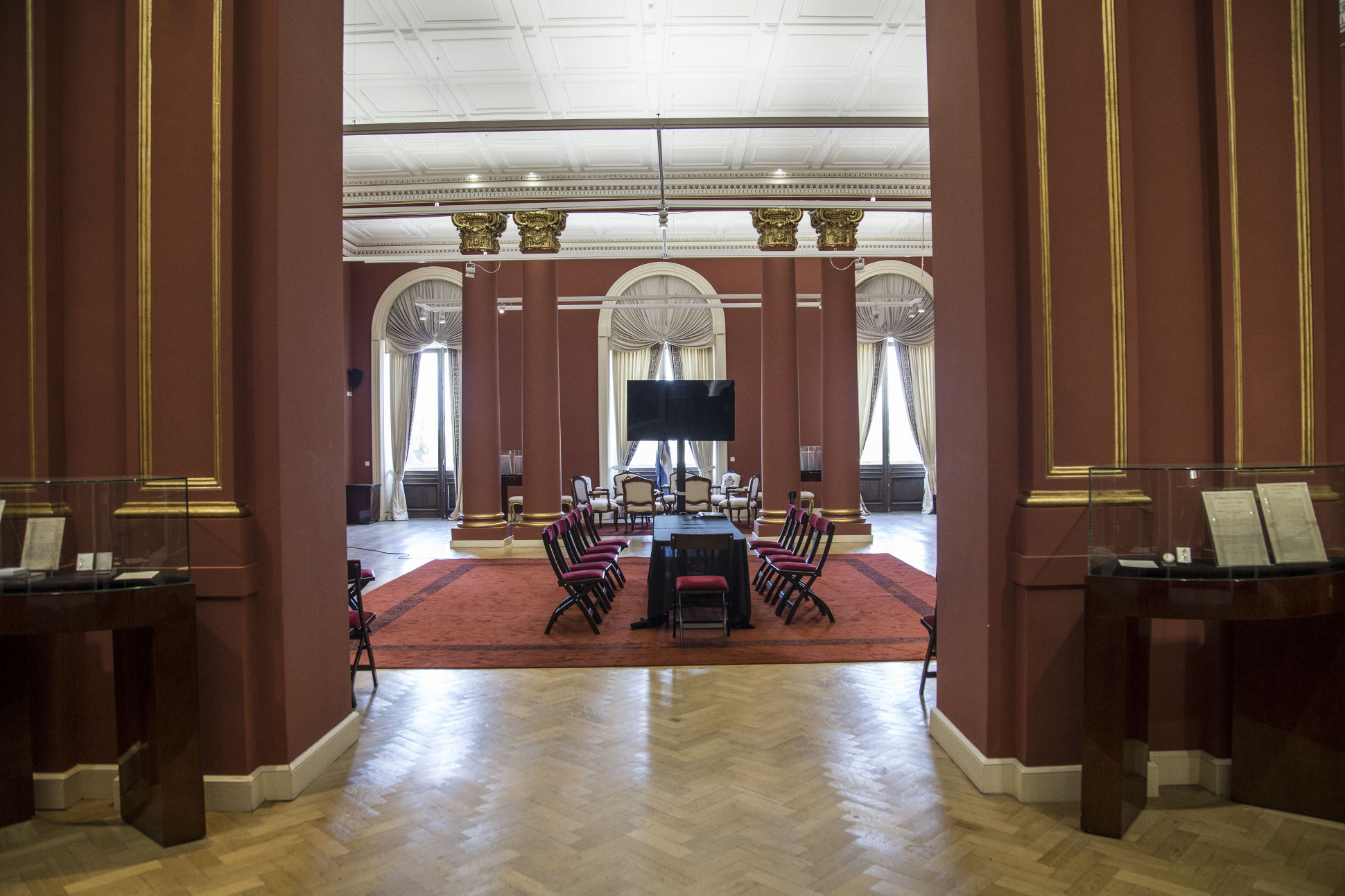
Вход в зал

Этот зал был открыт 14 апреля 2014 года и заменил ранее существовавший зал Колумба. Он расположен на первом этаже Дворца правительства перед Рио-де-ла-Плата, и имеет прекрасный вид на Площадь Колумба.
В ходе реставрации, был восстановлен потолок, а также паркетный пол. В просторной гостиной стены и колонны окрашены в цвет, который символизирует землю. На стенах расположены, графические панели, на которых, в виде временной шкалы, история различных народов Аргентины.
Ковры красные и выглядят как индийские, так же как и стулья. В центре зала находится можно видеть таблицу в форме креста чакана («крест из четырёх шагов» в кечуа и «перекрестных четыре мостов» в аймара), которая является синтезом мировоззрения Андских народов. В этом месте была организована современная интерактивная система, с помощью которого через сенсорные экраны и наушник посетитель может получить доступ к полным аудиовизуальным материалам об аборигенах страны.
Панель с фотографией Руфиной Ибаньес, последним начальником резерва Camusu Aike и группа женщин и девушек которые позируют перед «Кау» (палатками из шкур гуанако), а далее многие образы, изображающие членов общин. Также здесь большое количество археологических произведений, подаренных Этнографическим музеем Хуана Баутисты Амброзетти.

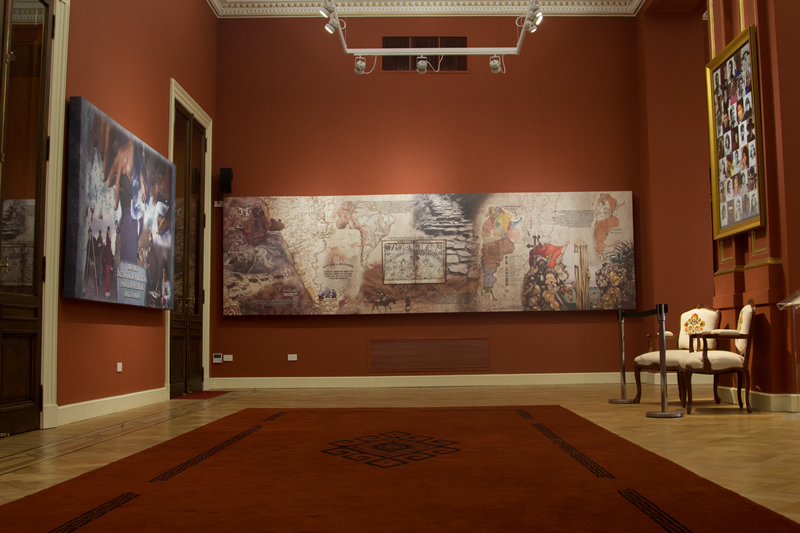
Зал
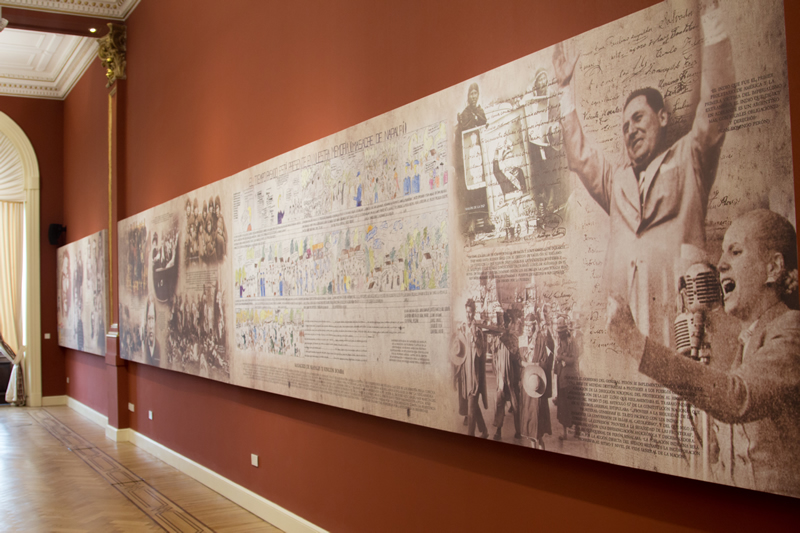
Коренных
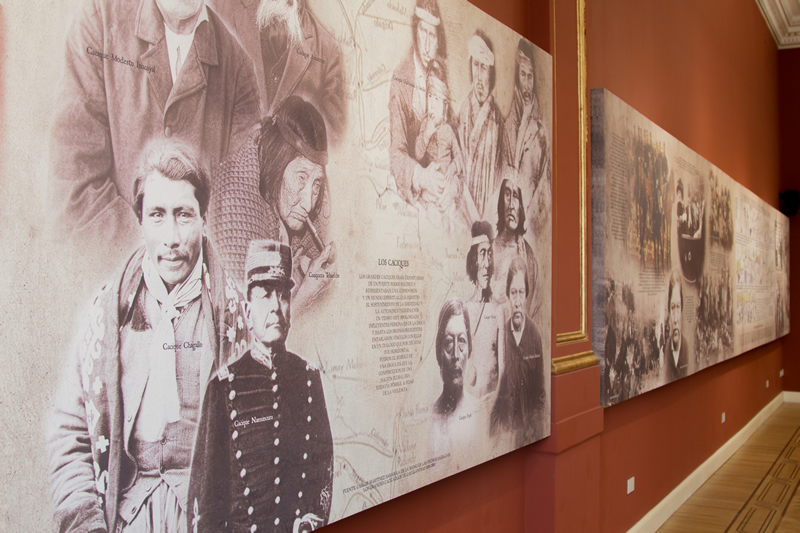
Народов

### Зал Мартина Фиерро

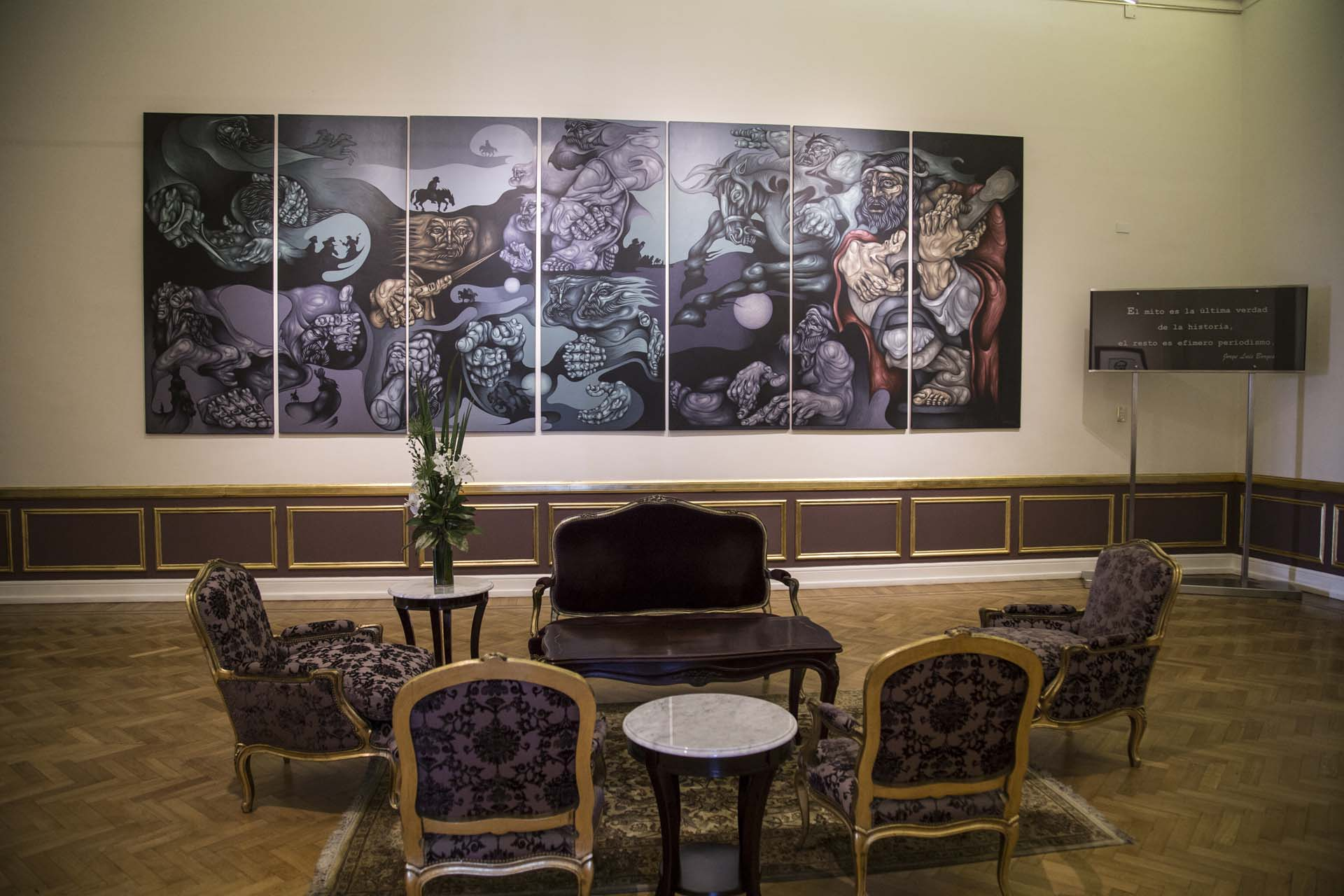
Зал Мартина Фиерро.

В октябре 2010 года этот зал был открыт в честь Мартина Фиерро, известного персонажа, героя стихотворения Хосе Эрнандеса.
На одной стене изображение «Мартин Фьерро» сделано акрилом на холсте художника Рикардо Карпани (1990). Работа Хосе Эрнандеса развертывается на семи панелях, в которых отражены главные сцены поэмы.
В этой комнате вы можете увидеть, в дополнение к работам Карпани, портрет писателя Хосе Эрнандеса, изделия из серебра ювелира Хуана Карлоса Пароллса и шерстяное одеяло с вышитым Национальным гербом, созданное в честь 100-летия Аргентины.

## Галереи

### Зал почета

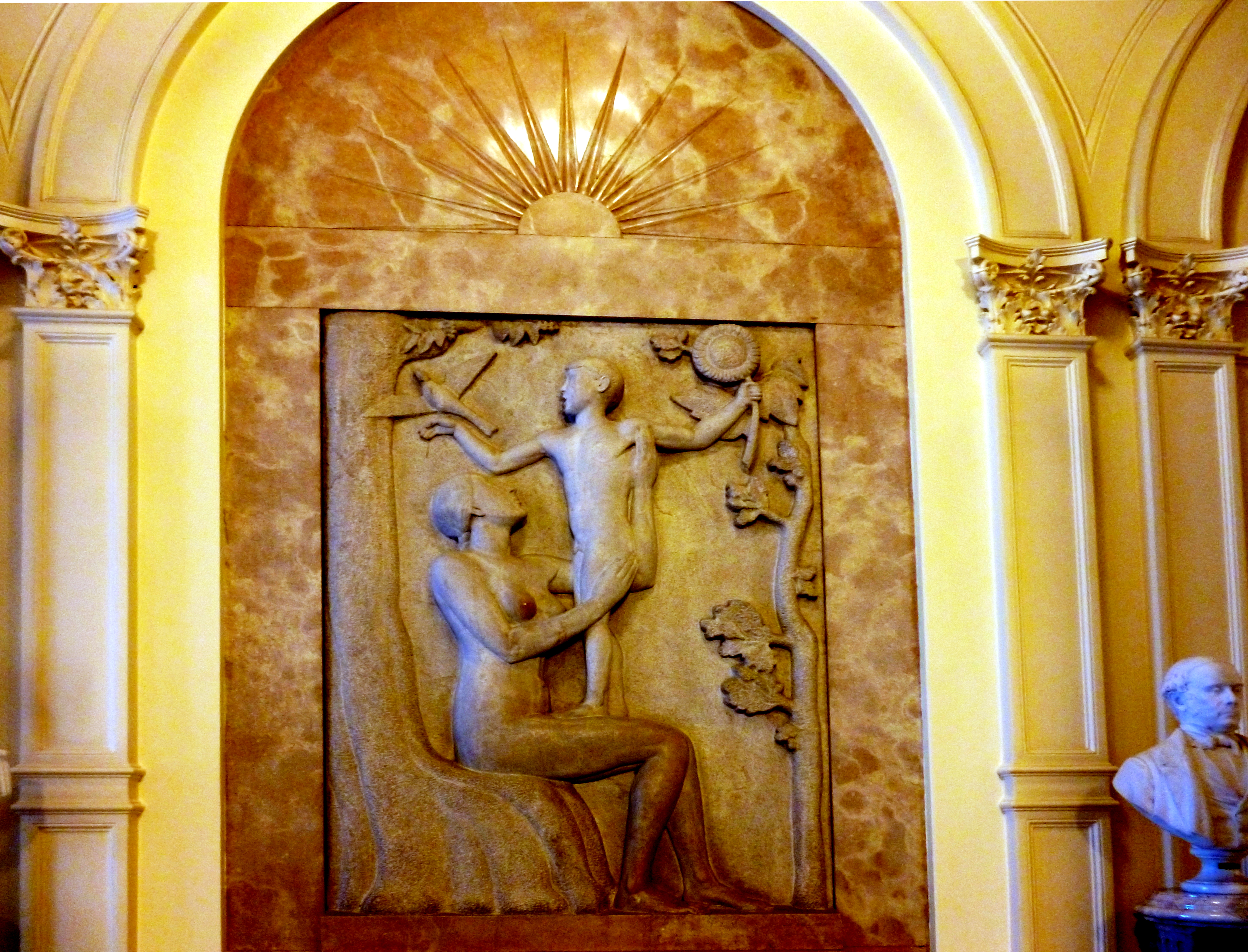
Барельеф «Воздвижение молодой страны»

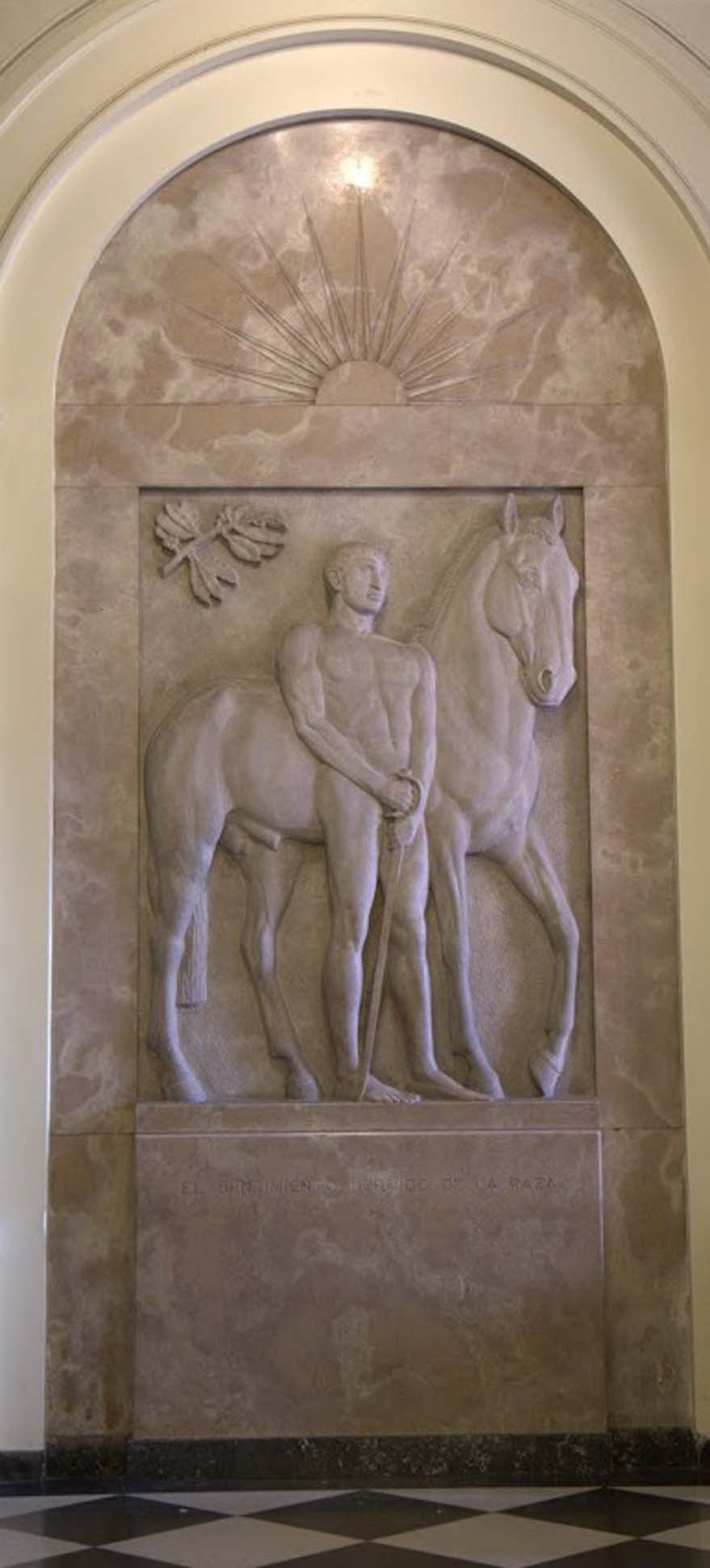
Барельеф «Чувство Героизма»

Войдя через главный вход в Каса Росада, пройдя в северную сторону здания, попадаешь в большой зал, известный как «Зал Славы» или «Галерея Президента нации», где расположены два барельефа сделанные Хосе Фиораванти, символизирующие «Воздвижение молодой страны» и «Чувство Героизма», расположенные у стены зала.
Группа из стеклянных дверей, расположенных в стене, противоположной главному входу, указывает на барельеф «Воздвижение молодой страны».
Описывая «Зал Почета» нужно упомянуть о «Галерее бюстов», где из каррарского мрамора выполнены изображения всех умерших аргентинских президентов.
Первые бюсты были выставлены в этой комнате между 1883 и 1884 г., по поручению президента Хулио Аргентино Рока. С этого времени сложилась традиция добавлять бюст президента после окончания срока его полномочий.
Эти бюсты были первоначально размещены в Северном зале, на первом этаже, но в 1973 году, во время президентства Алехандро Агустина Лануссе, было решено разместить их в «Зале Почета» Указом 4022, который регулирует размещение бюста президента, с указанием когда это будет сделано, но не ранее чем прошло два президентских срока, после завершения срока его полномочий.
Оригинальный декор стен и потолков «Зала Почета» были сделаны в конце девятнадцатого века, и отчетливо видно итальянское архитектурное влияние. Потолок был украшен, фреской, которая была выполнена в 1913 году. В 1980 году фреска была удалена с потолка. На концах зала, две впечатляющие лестницы из мрамора с которых можно пройти на первый этаж здания, где расположен Белый зал.

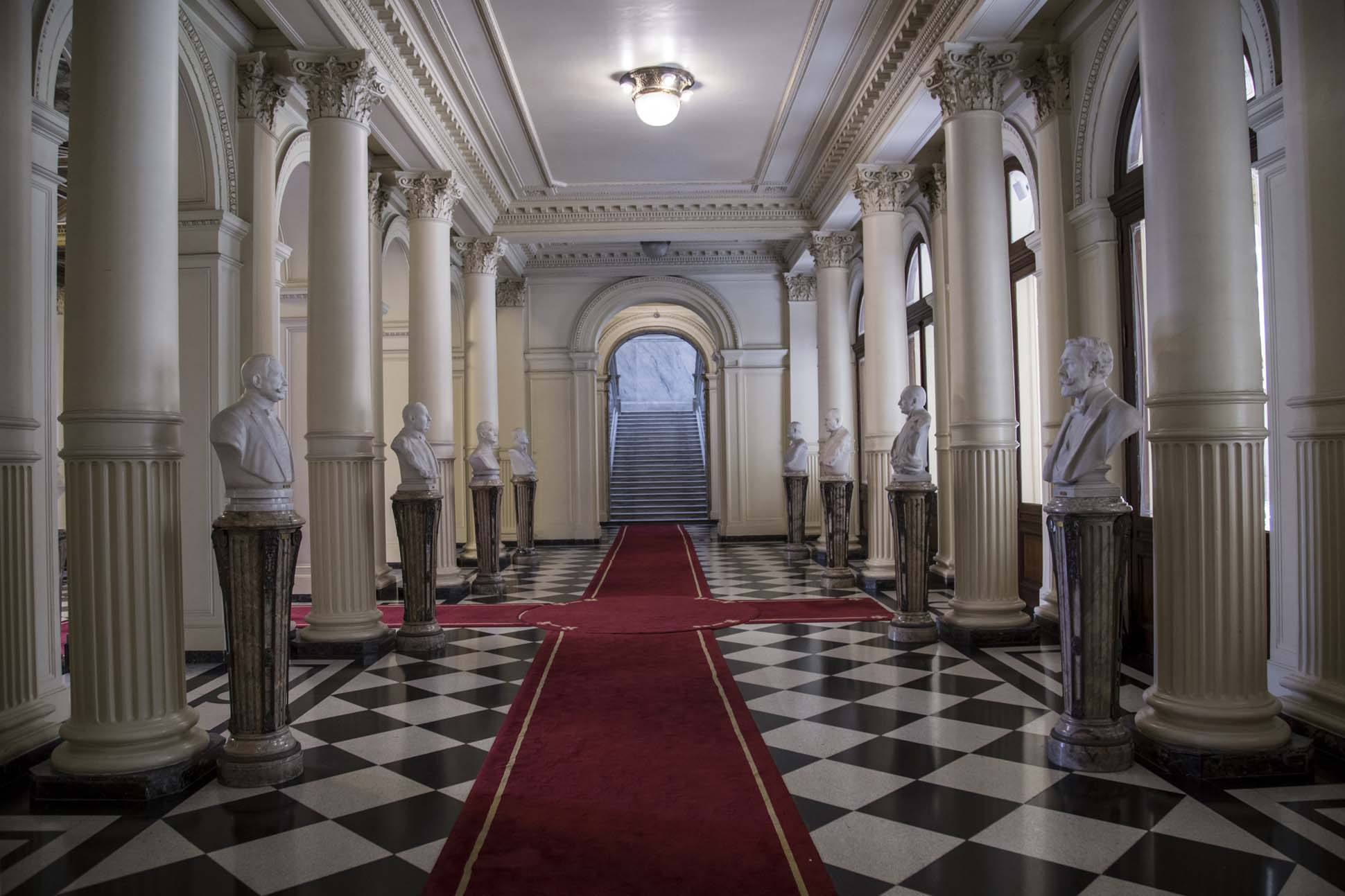
Зал почёта
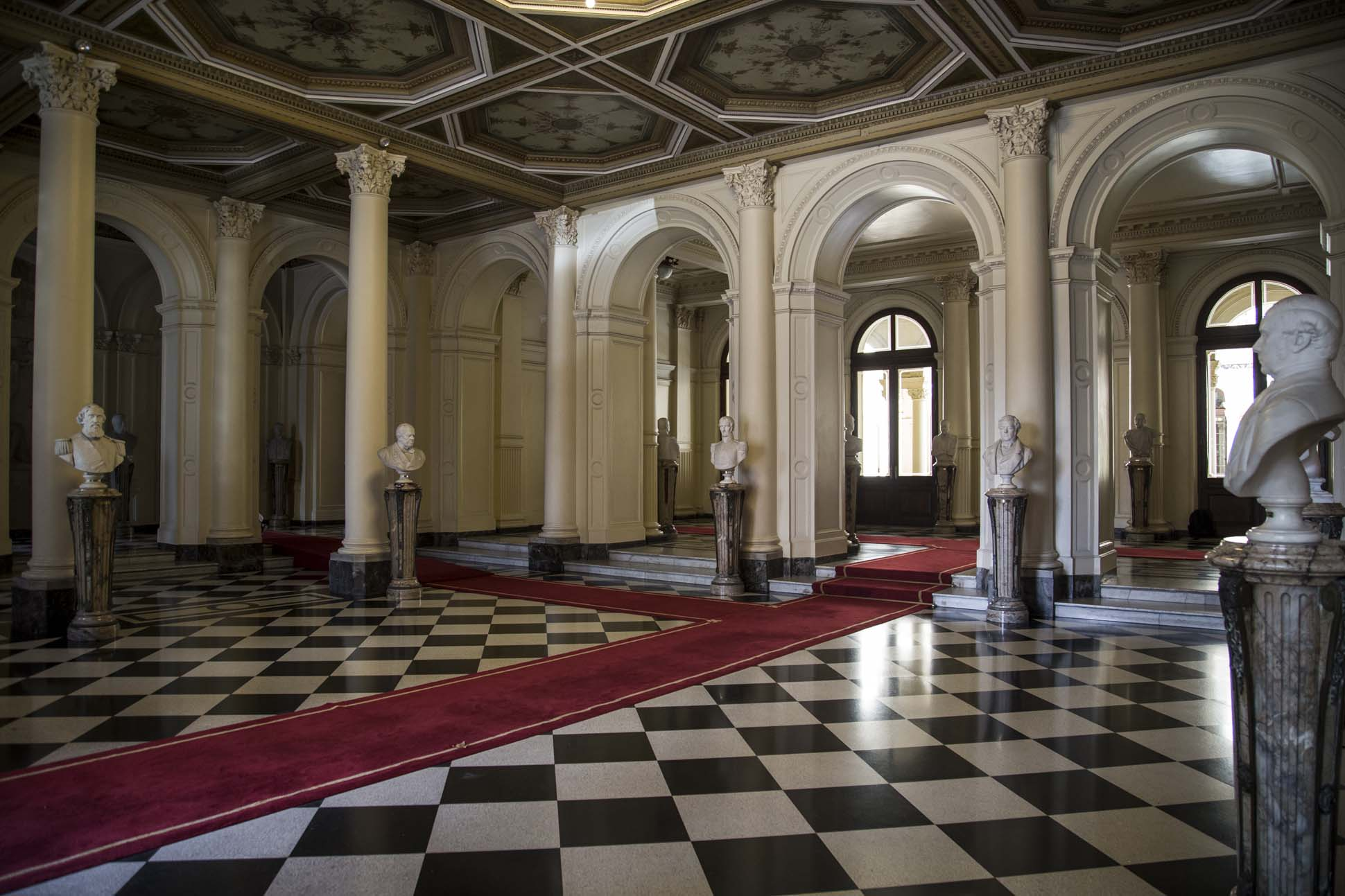
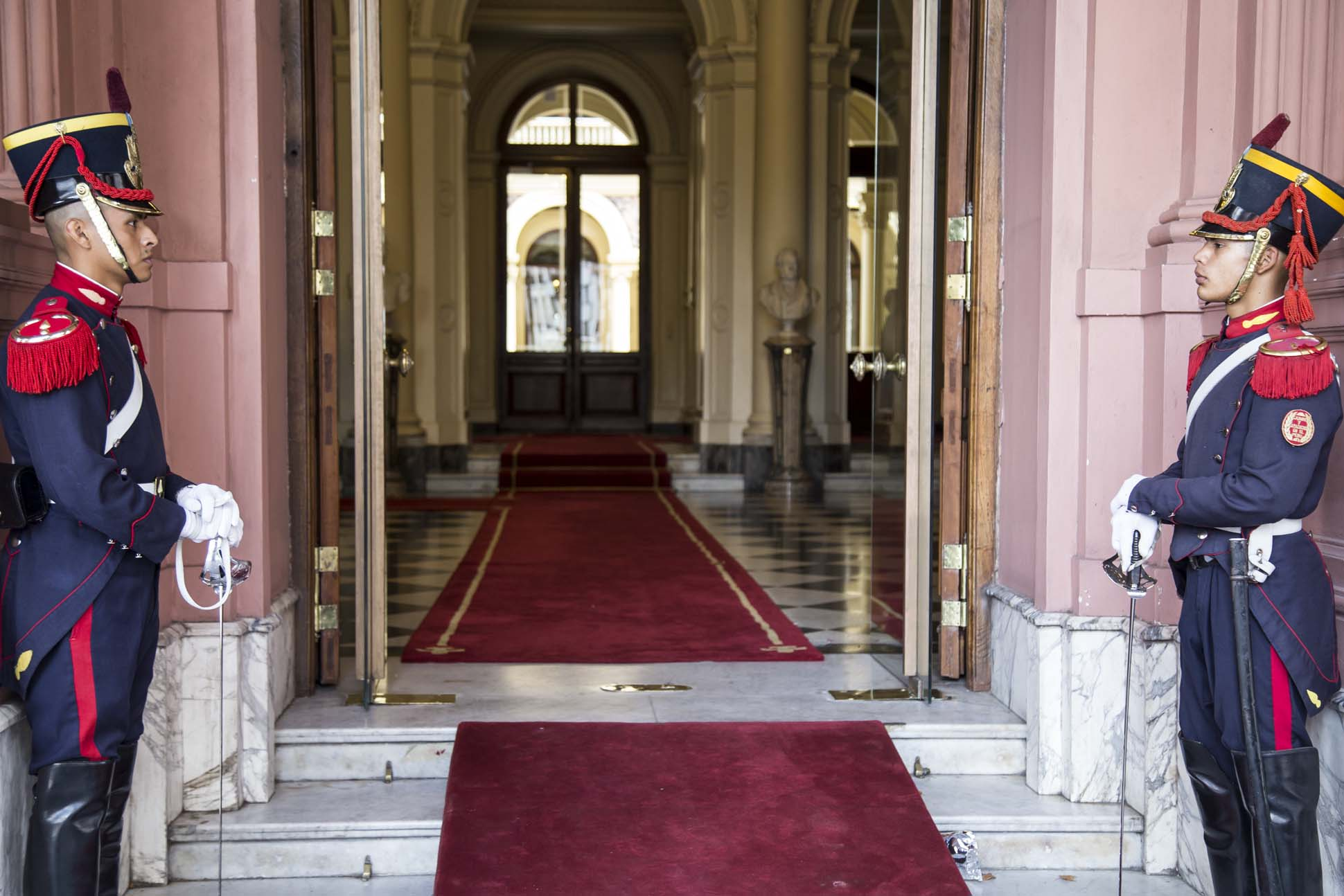

### Галерея латиноамериканских патриотов двухсотлетия

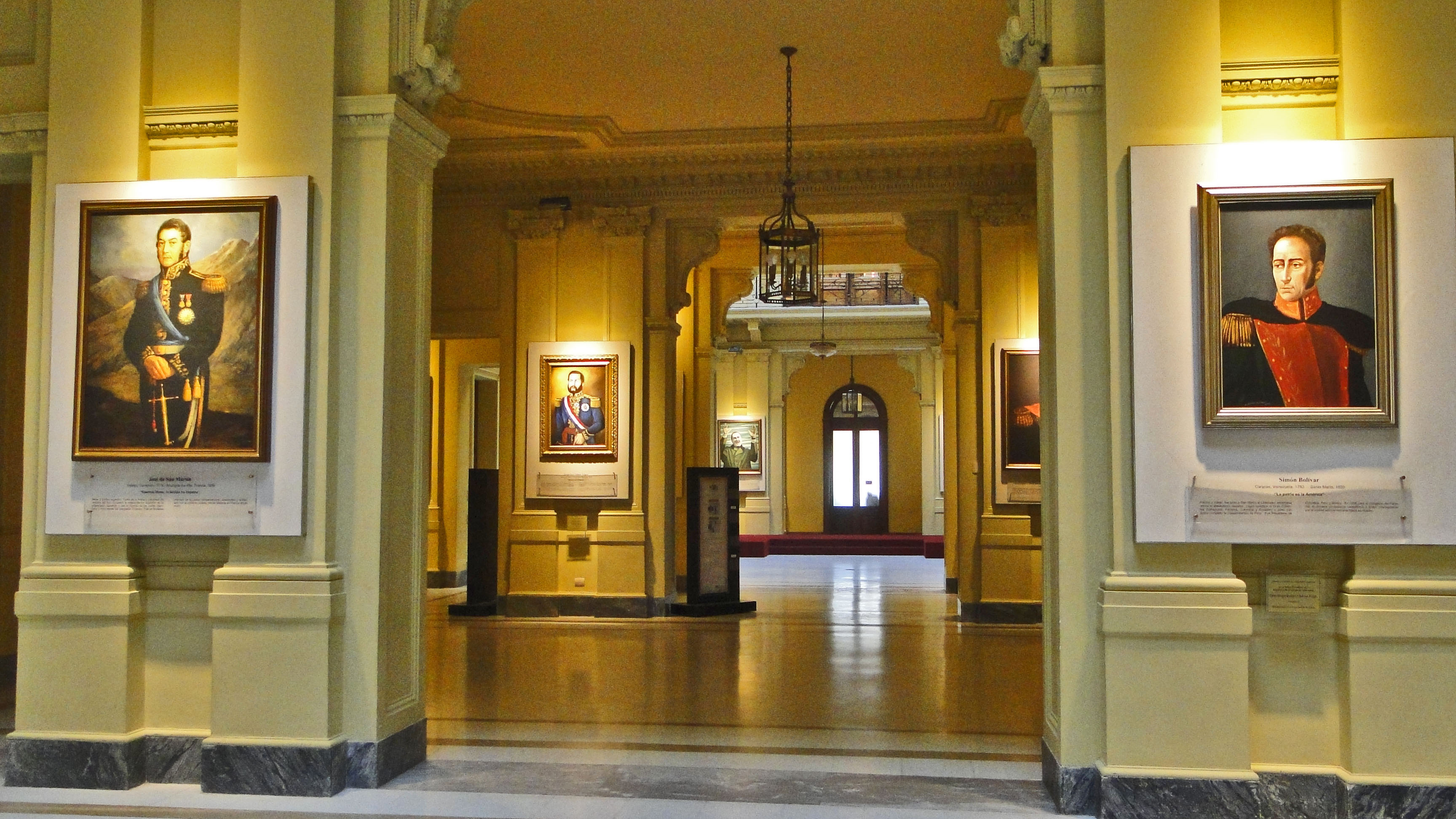
Галерея латиноамериканских патриотов двухсотлетия, расположенная на первом этаже дворца

Галерея американских патриотов двухсотлетия была открыта 25 мая 2010 года по случаю празднования 200-летия Аргентины. Она расположена в центре Каса Росада и здесь расположены портреты героев и политиков континента, которые предоставлены странами региона.
4 мая 2015 года, в пятую годовщину избрания бывшего президента Нестора Киршнера в качестве первого генерального секретаря Союза южноамериканских наций (УНАСУР) картину Киршнер и бывший президент Венесуэлы Уго Чавес Фриас были добавлены в галерею изображений.
Галерея фотографий были удалена из Каса Росада в феврале 2016 года и переданы в Музей Двухсотлетия Аргентины.

## Лестницы

### Лестница Франция
Эта лестница используется в качестве основного доступа к залам и президентских номеров, расположенных на первом этаже президентского дворца. Покрытие лестницы использует ткань которая была изготовлена на фабрике Мануфактура Гобеленов, по эскизу художника Альфредо Ролла в 1911 году, представляющая генерала Сан-Мартина на белом коне, одетого в военную форму и с двумя двумя крыльями, по краям ковра фауна и флора Аргентины и автограф указывается, что это официальный подарок от Французской Республики Аргентине. Стены и потолки с оригинальными картинами, с мотивами эпохи Возрождения. Бронзовые светильники являются французскими и были помещены в конце девятнадцатого века, которые работают на электричестве, которое вытеснило существовавшее ранее газовое освещение.

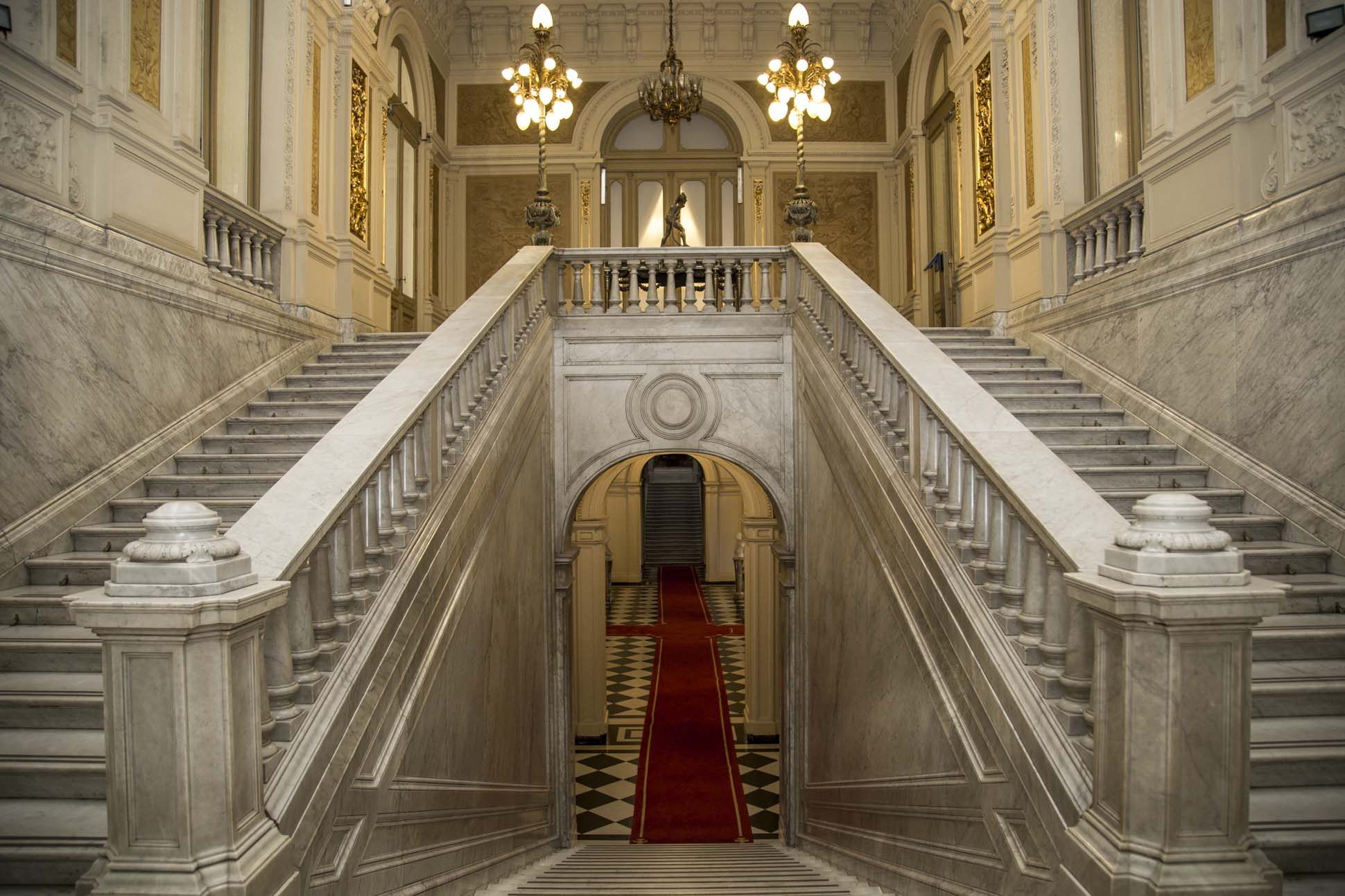
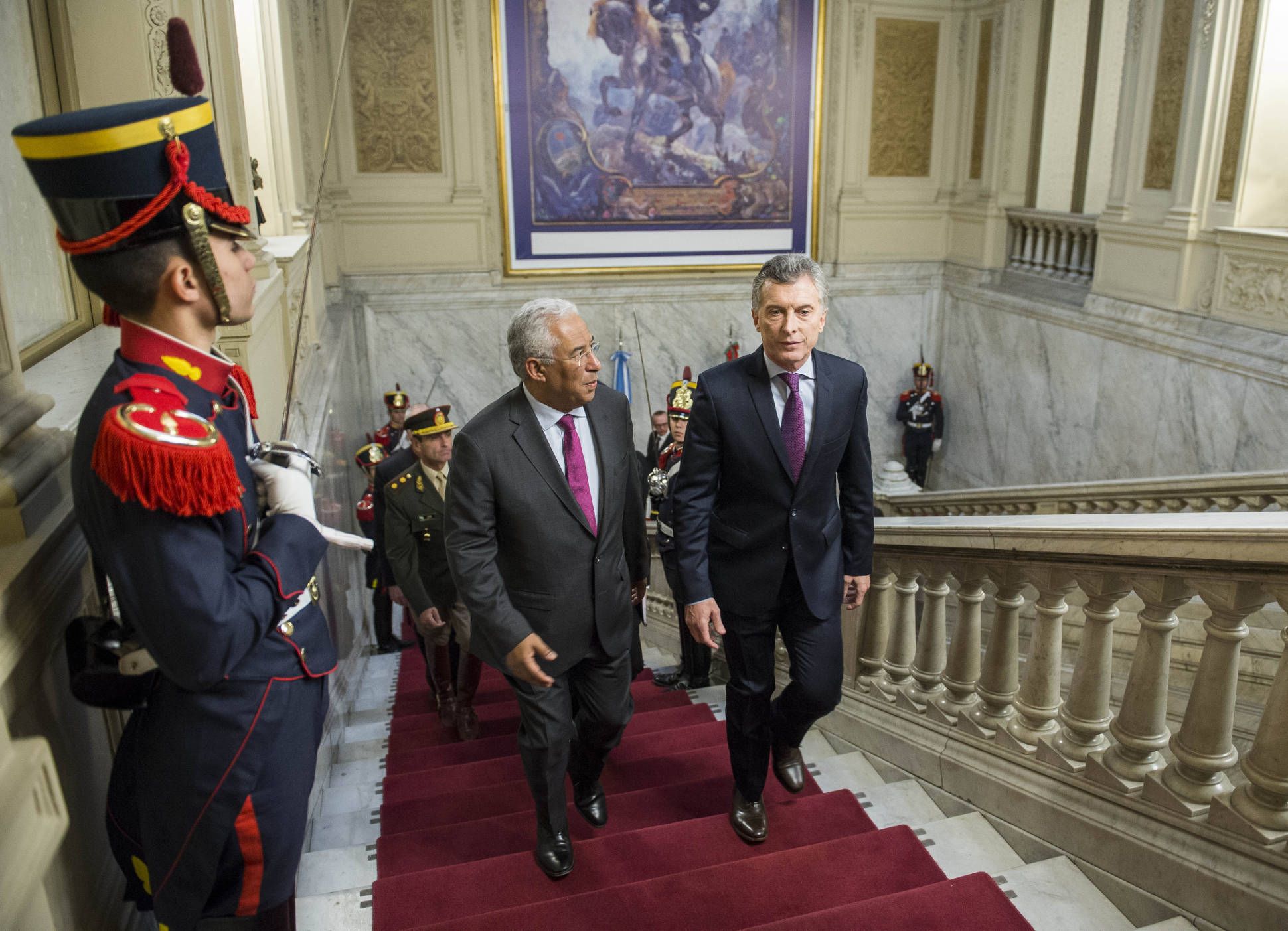
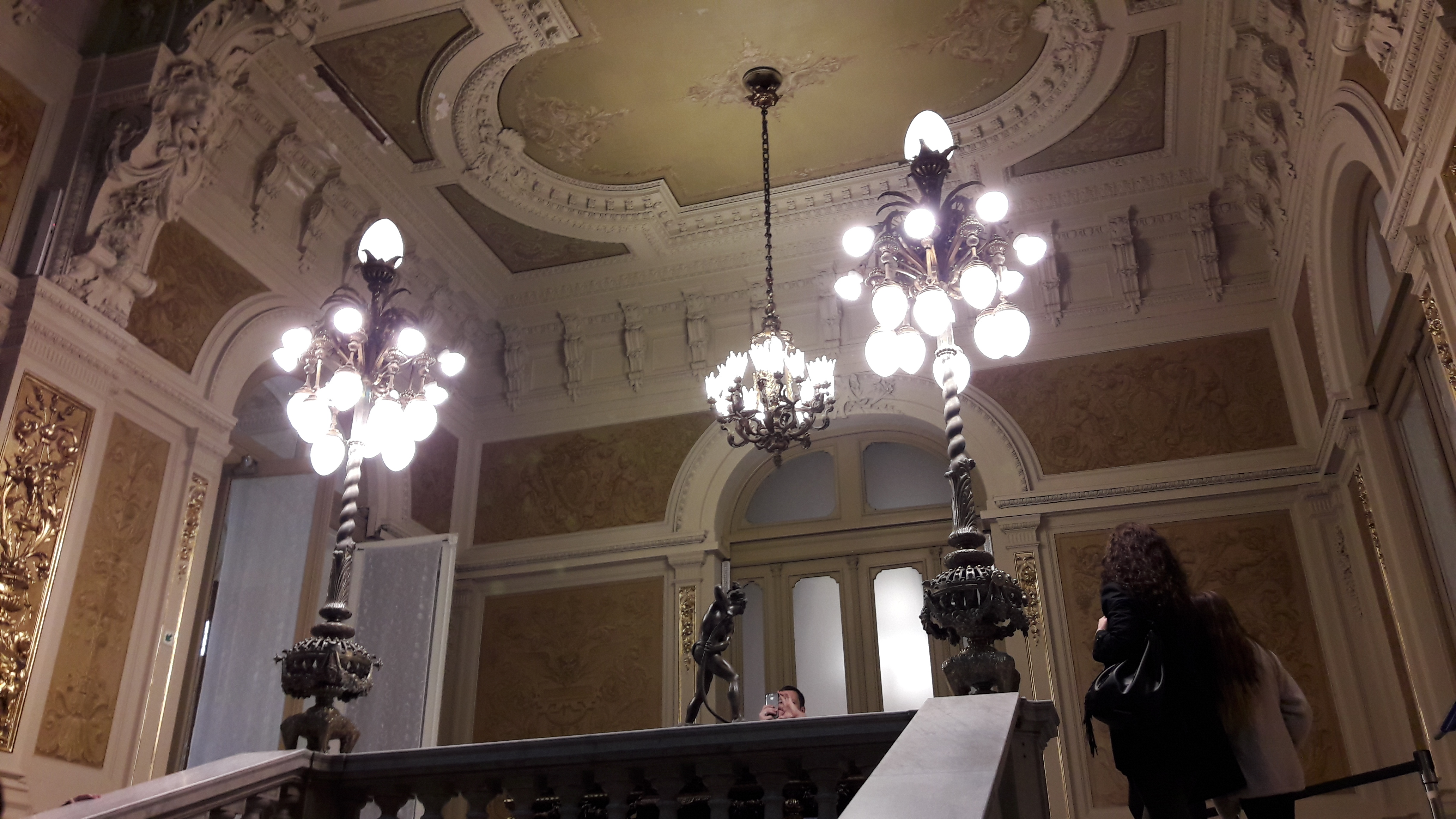

### Лестница Италия
В начале лестницы находится мемориальная доска из бронзы, её Королевство Италия подарило президенту Роке Саенс Пенья в ходе его дипломатической миссии в Европе; она символизирует братство между двумя странами.
Картина на потолке выполнена с оригинальным закруглением. На конце лестницы расположена бронзовая лошадь которая в восемнадцатом веке украшала вход в замок Марли-ле-Руа, принадлежащий Луи XIV, и который в настоящее время является частью Лувра в Париже.

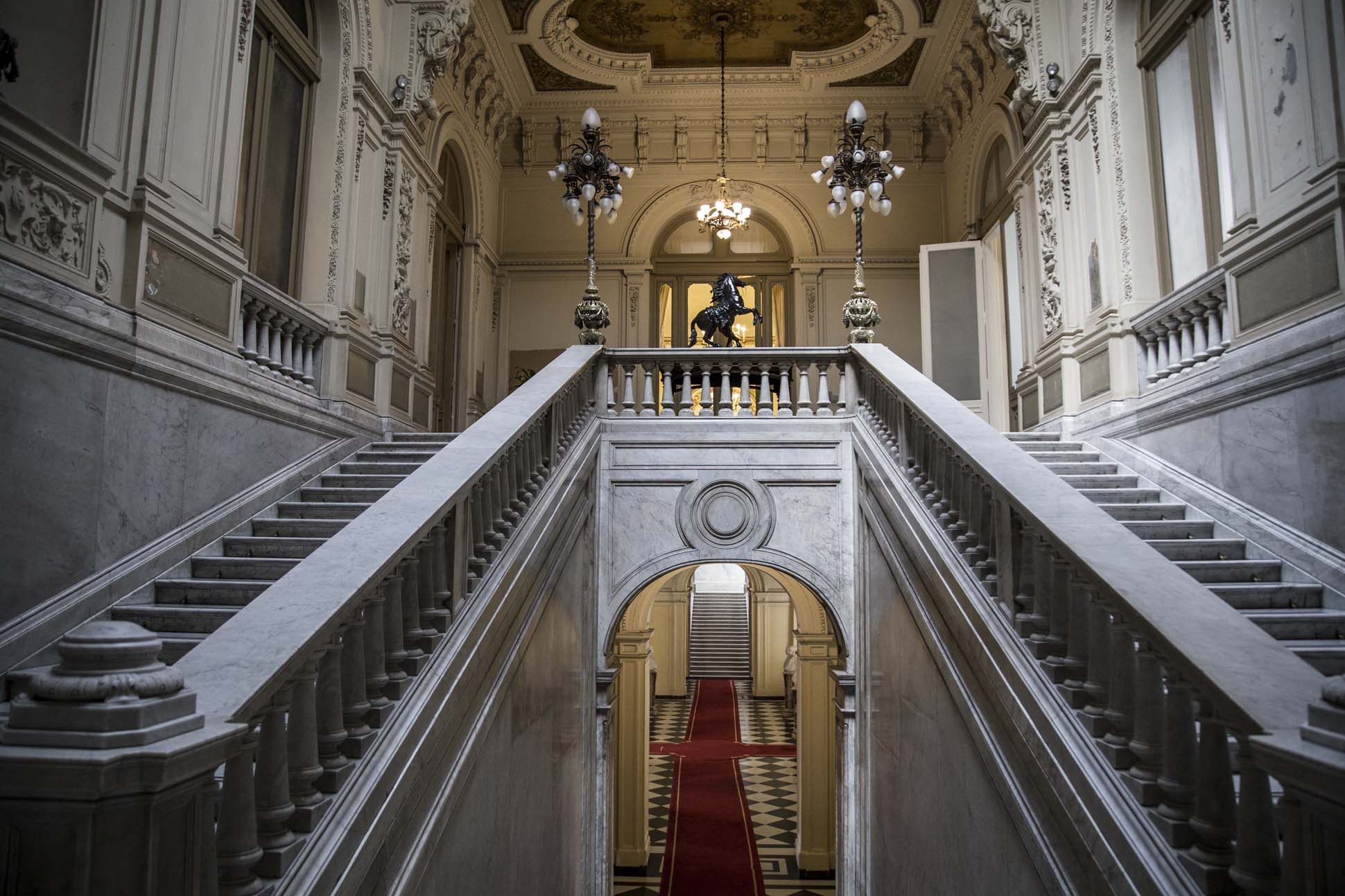
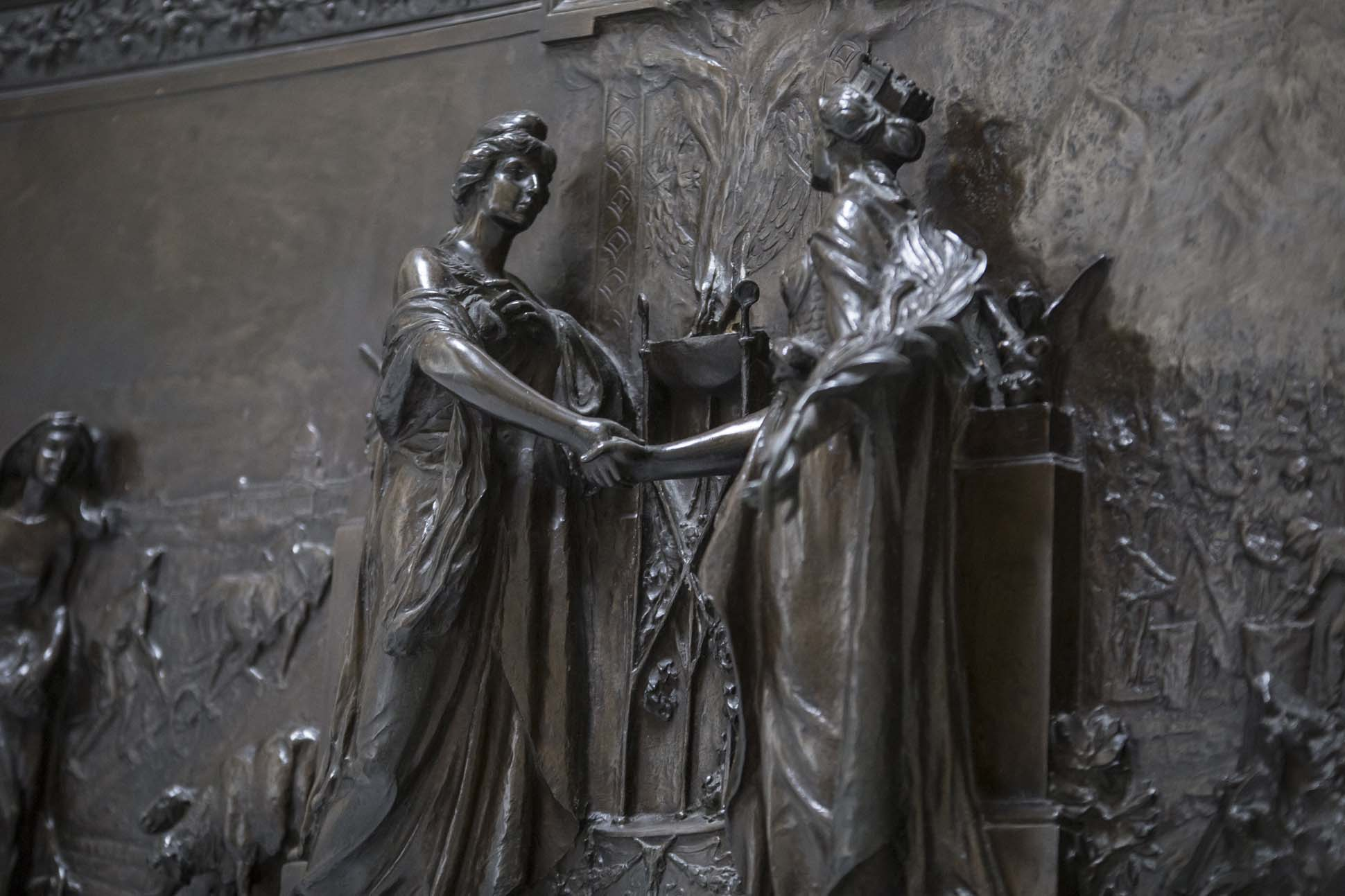
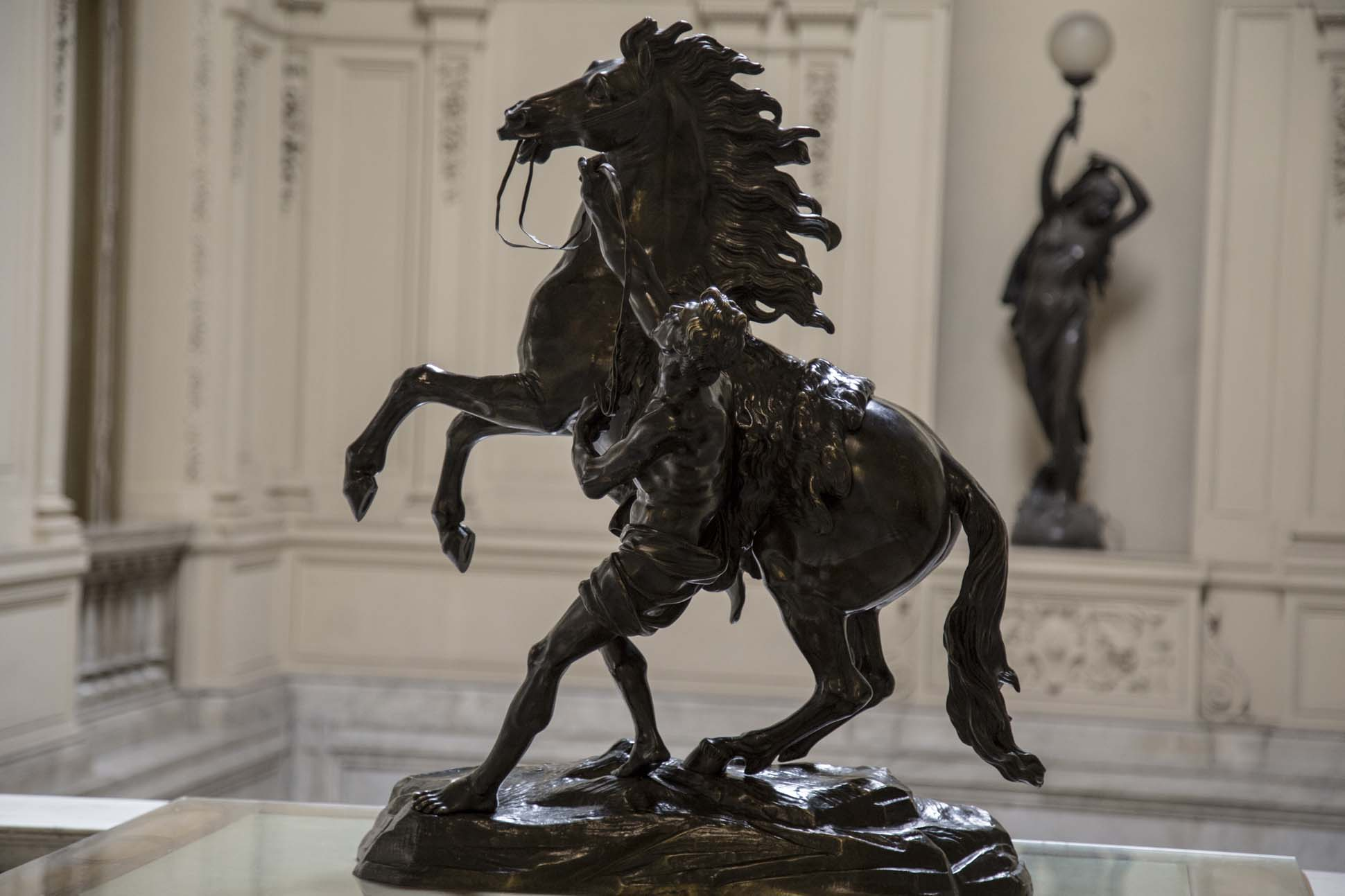

## Дворы

### Пальмовый двор

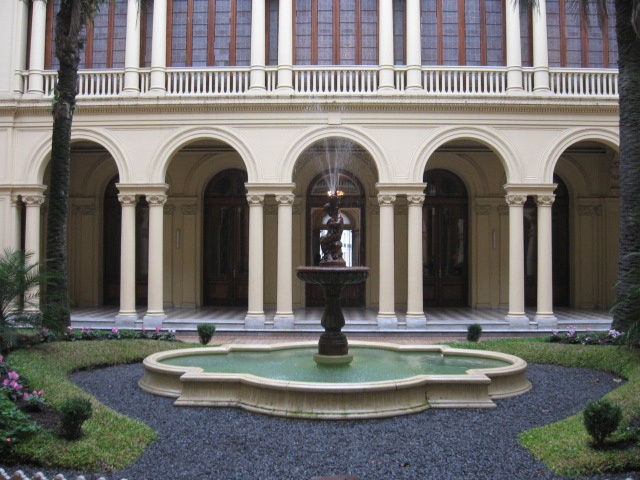
Фонтан в Пальмовом дворе

Четыре пальмы, посаженные в 1904 году, дали название известному двору, вокруг которого расположены комнаты северного крыла Каса Росада. В его центре находится художественный фонтан из железа французского происхождения, в окружении цветников с ограждением по периметру из белого каррарского мрамора с серой полосой.
По периметру двора расположены галереи на первом этаже. На стенах и потолках декоративные картины. Также продолжается восстановление первоначального пола, плитки были импортированы из Италии.
Кроме того фрески были обнаружены в боковых частях колонн арки, это аллегорические фрески двора. Они являются частью гротескного неореалистического народного воображения конца девятнадцатого века до начала двадцатого века. Предполагается, что эти фрески были сделаны в подготовке к празднованию столетия со дня Майской революции.

### Двор Aljibe

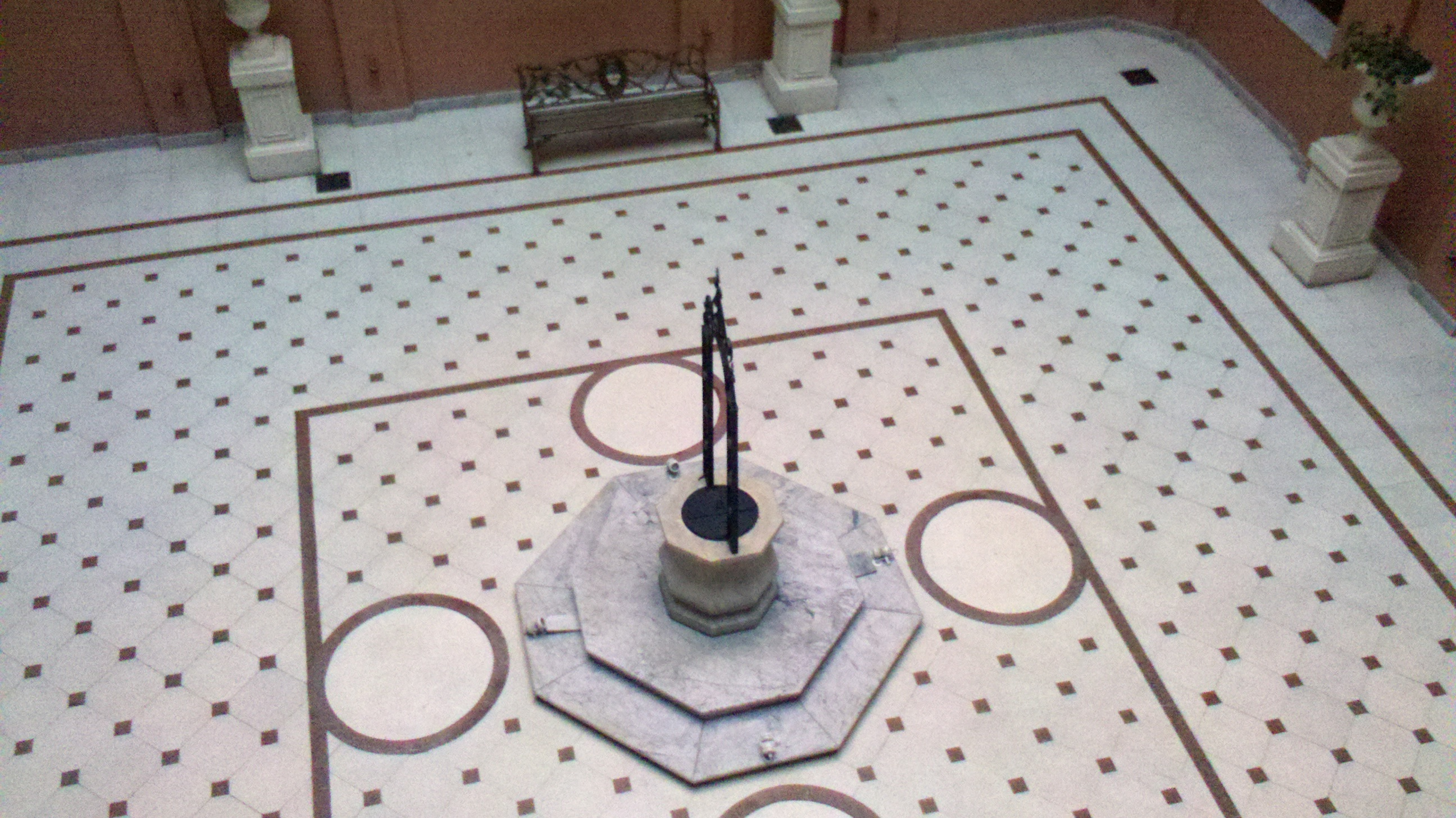
Фонтан в дворе Aljibe

Это место является одним из самых живописных районов, вокруг Каса Росада. Расположенный в южном крыле Дворца, этот двор имеет в своем центре бак для воды, который была переработан в 2011 году в огромную вазу, которая имеет национальную эмблему.

### Двор Мальвинас Аргентинас

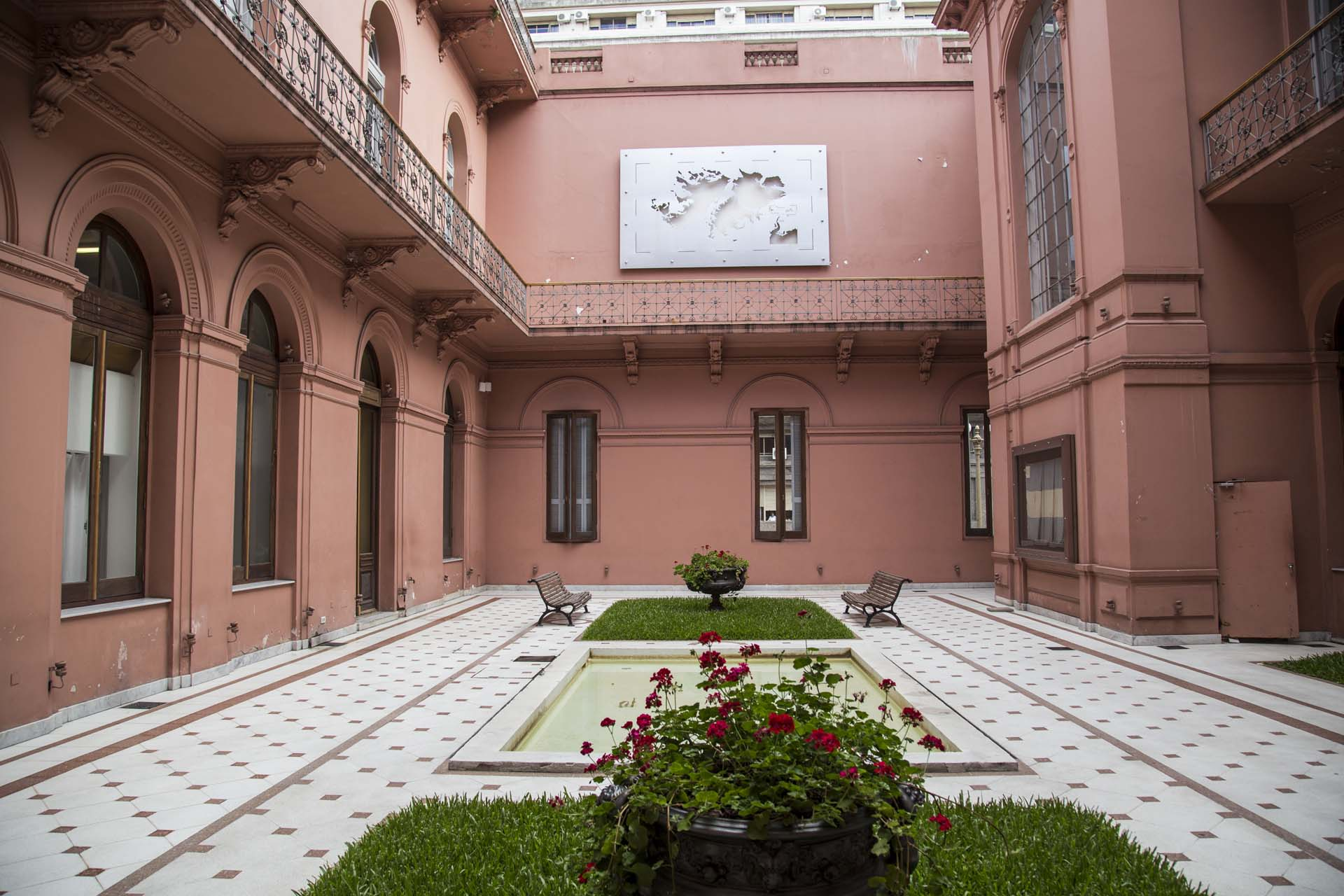
Двор Мальвинас Аргентинас

Расположенный на первом этаже дворца, двор Мальвинас Аргентинас был открыт 2 мая 2012 года, в день 30-й годовщины гибели крейсера Генерал Бельграно, в результате которого погибли 323 моряков во время конфликта в Южной Атлантике. Во двор находится фонтан, уложена синяя и белая плитка, две больших горшка с отдельными чашками увенчанных цветами и металлической фреской иллюстрирующих контур Фолклендских островов.

## Интересные места

### Пласа Колон
Пласа Колон входящая в Парк Колумба, расположенная у восточного фасада была реконструирована и инаугурация состоялась 6 декабря 2007 года. В ходе ремонта восстановлены: тротуары и забор, который проходит по всему периметру площади. Здесь на ветру развевается мачта с национальным флагом видная и в ночное время, благодаря иллюминации.
Кроме того, здесь находится имплювий, рядом с которым высажены растения, украшающие Каса Росада.
Также на Пласа Колон находится Памятник жертвам бомбардировки Площади Мая. Памятник посвящён жертвам бомбардировки, во время которой вооруженные силы атаковали Каса Росада в 1955 году, когда президентом был Хуан Доминго Перон.

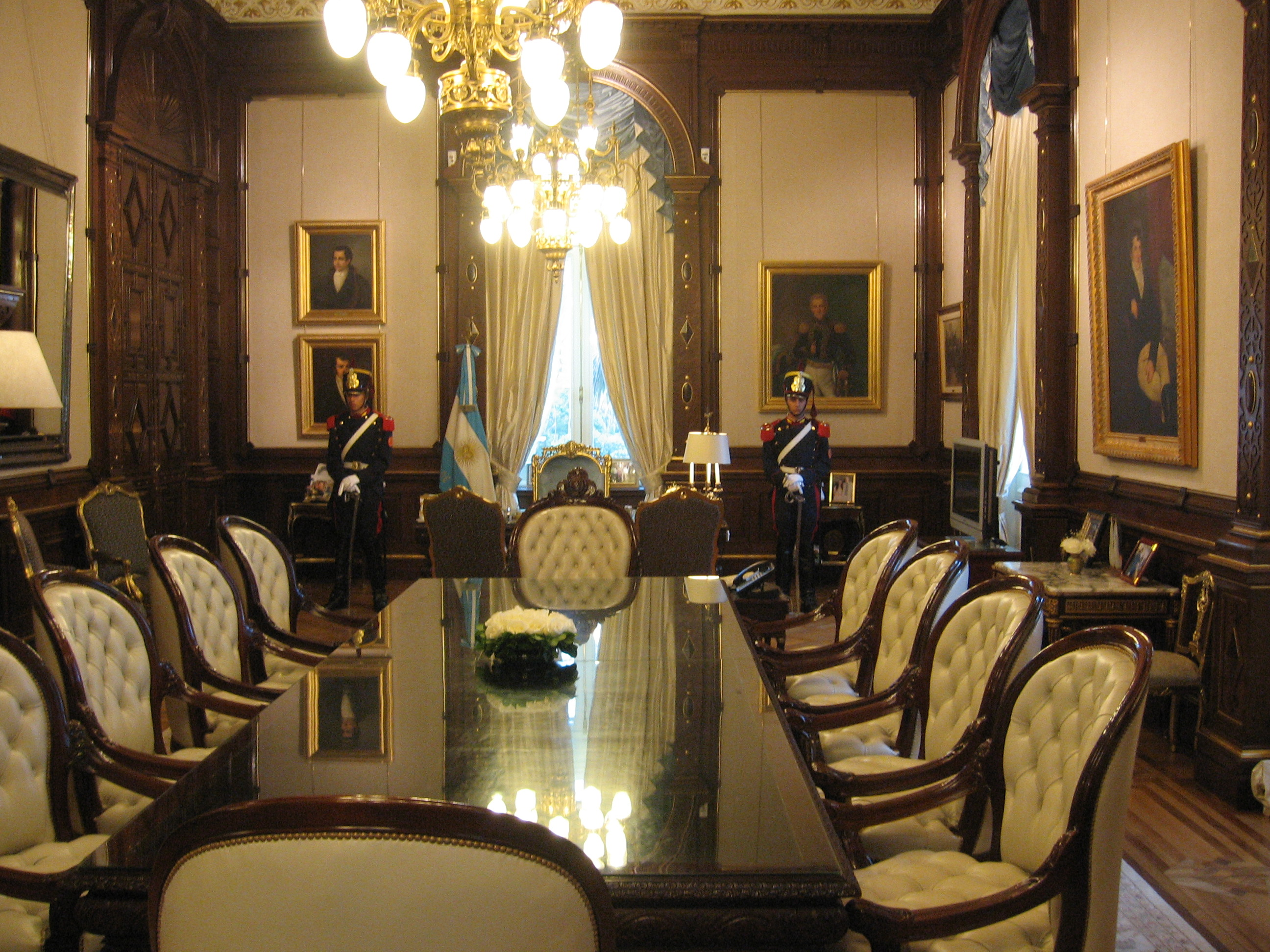
Президентский офис находящийся на первом этаже дворца.

### Президентский офис
Здесь была когда-то президентская столовая, и помещение начало использоваться в качестве офиса с 1946 года, когда Президент находится во дворце, два гренадера охраняют вход.

### Президентский лифт

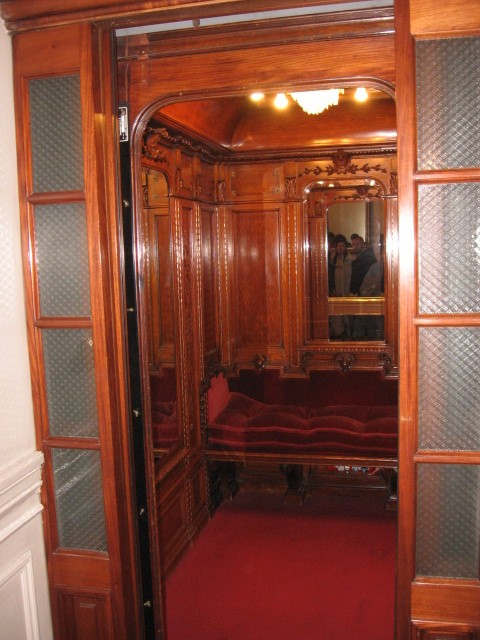
Президентский лифт.

Этот лифт, был подарком, который Инфанта Исабель де Бурбон подарила президенту Аргентины, когда она посетила Аргентину в 1910. Он вырезан из дуба и имет внутри зеркала, а также национальный герб.

### Вход на Балькарсе (Balcarce), 50
Большой вход во дворец через арку и внутренние дворики, которые находятся в перед входом, созданы на основе конструкций, сделанных в разные годы, согласно проектам различных архитекторов.

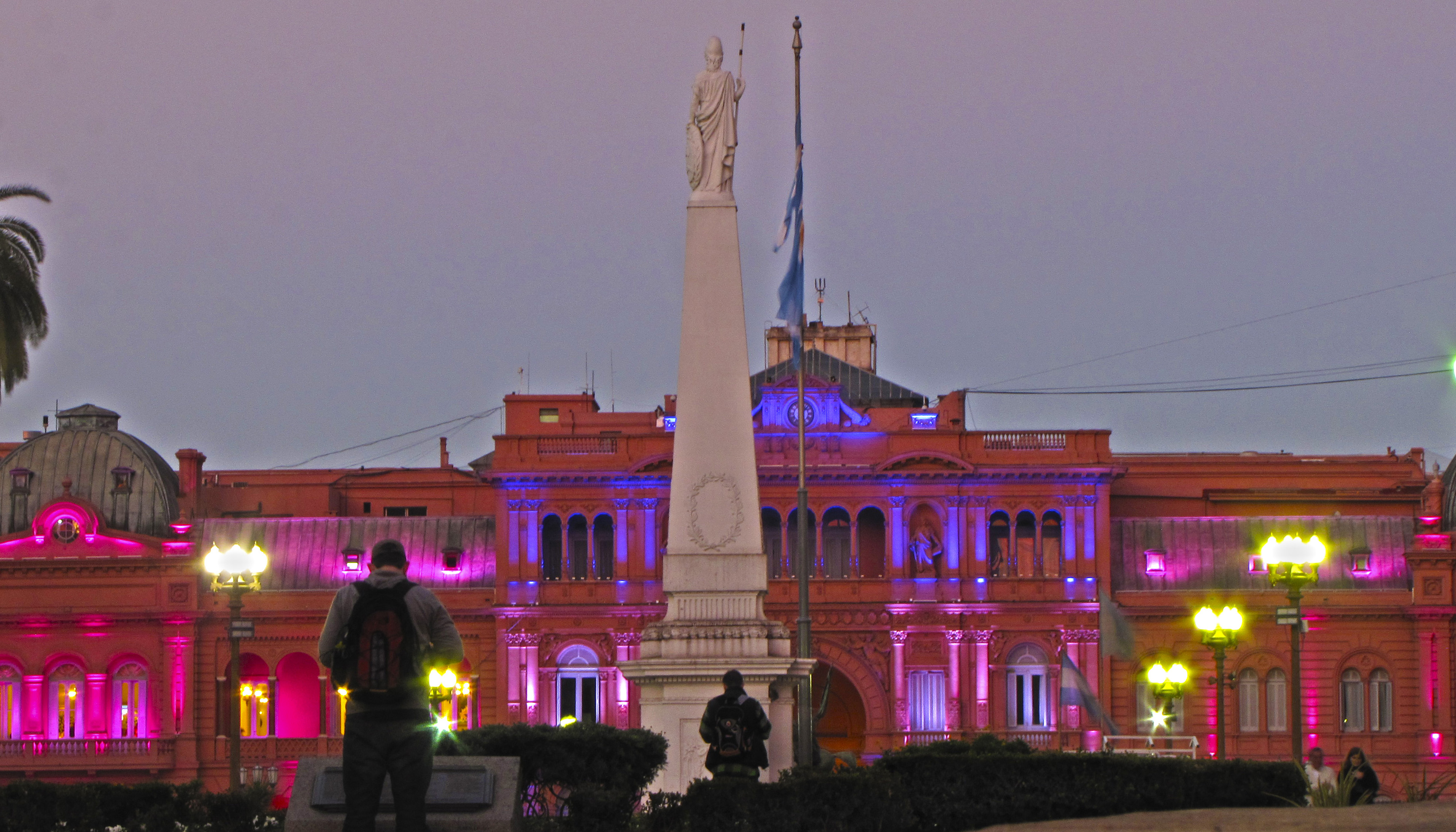
Каса Росада ночью.

## Архитектура

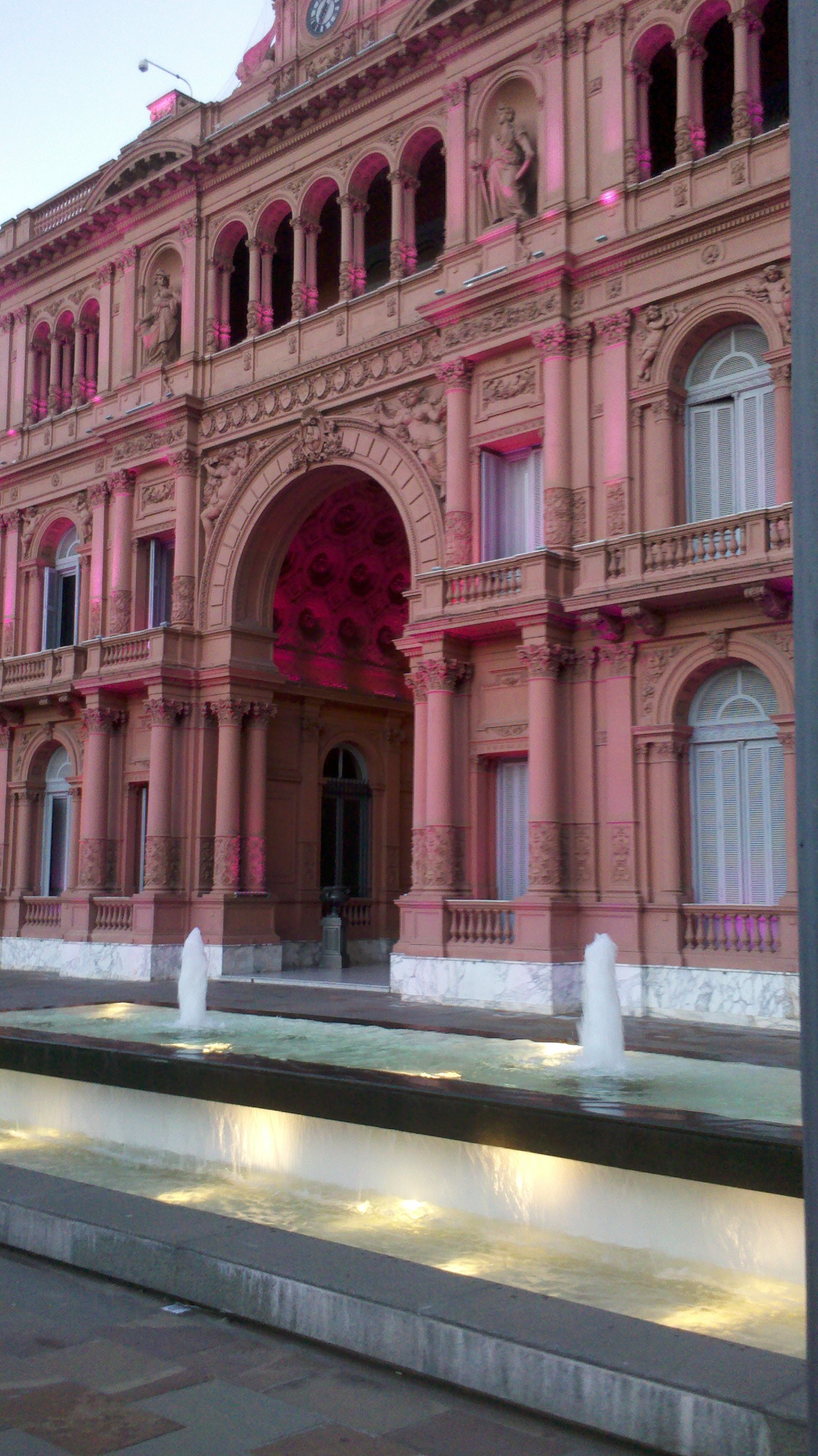
Главный вход в Каса Росада.

Каса Росада — это здание, который сочетает в себе элементы архитектуры различного происхождения, например, чердаки французского происхождения, итальянские лоджии и окна по проекту архитекторов Аберга и Килберга, с влиянием архитектора Франческо Тамбурини.
Здание состоит из трех этажей в западной части (Балькарсе) и четырёх этажей (считая подземный) в восточной части, благодаря неровностям ландшафта от Площади Мая к Парку Колумба, созданного в низменности Рио-де-ла-Плата, осушённой до 1890 года.
Главный фасад имеет ось симметрии, обозначенную на монументальной арке спроектированной Тамбурини, но симметрия нарушена сносом южного крыла в 1938 г. Кроме того, лоджии на первом этаже северного крыла явно отличаются от лоджий флорентийского стиля южного крыла. Существует эклектичная смесь украшений, но преобладает влияние итальянского Возрождения, несмотря на мансарду, которая первоначально была покрыта шифером, и была изменена на бронзовое покрытие в 1960 году. Различные украшения и молдинги изменены в последние сто лет, особенно подверглась модернизации мансарда и молдинги с Национальным щитом, которые были заменены на дароносицу, на карнизах.

### Подвал
Здесь находится Зал художников и лестница Карпани, ведущая к первому этажу, со стороны улицы Иригойена. На этом этаже ранее вход был из парка Колумба, через три деревянные двери, которые в настоящее время закрыты.
Также в подвале и прилегающих к нему галереях находится музей Каса Росада. Все помещения музея имеют прямое освещение и вентиляцию. Оригинальная структура кладки стены различной толщины выполнена плитами и небольшими сводами из железа или дерева.

### Первый этаж

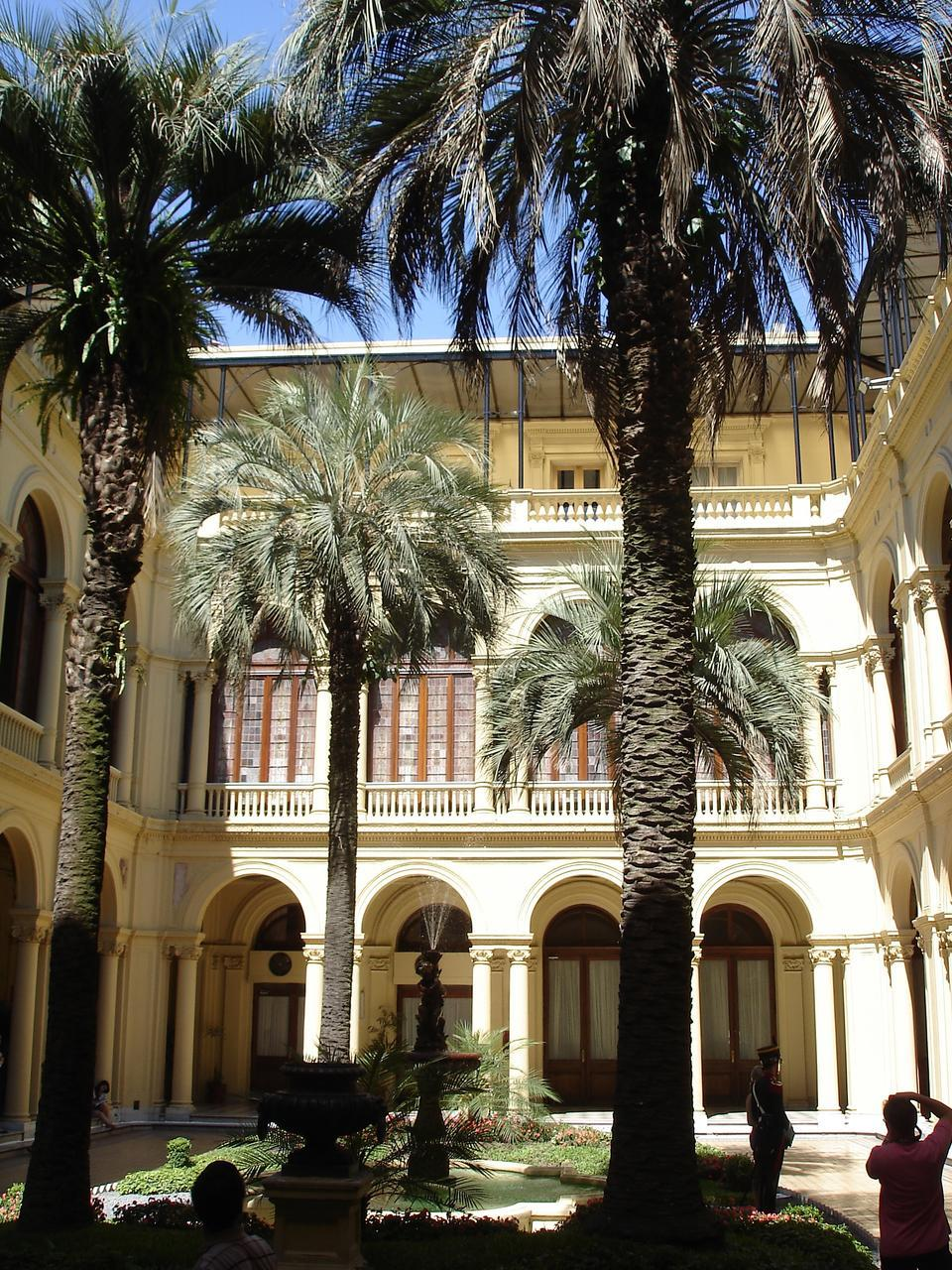
Пальмовый двор.

Вход с проспекта Авенида Ривадавия ведет в зал Почёта, где находятся скульптуры аргентинских президентов, который служит для приёма почетных гостей. Шахматный кафельный пол и потолки окрашены различными изображениями, обнаруженными в 1980 году после того, как была снята краска покрывавшая их на протяжении семидесяти лет. Решение о размещении президентских бюстов в этом месте было принято президентом Алехандро Лануссе в 1973. Этот зал окнами выходит на Пальмовый двор.
С улицы Балькарсе виден главный вход в здание, с балконами на верхних уровнях и большие световые люки в крыше позволяют иметь естественное освещение, которое первоначально было открыто проходом между двумя отдельными зданиями, и сегодня здесь находится Галерея патриотов.
Со стороны улицы Иригойена, оригинальный двор, спроектированный Килбергом в 1873 году(Двор Мальвинас Аргентинас), где лестница старого здания почтамта, выступает в качестве одного из фасадов здания и находится бронзовая ваза, которая функционирует в качестве фонтана, выбрасывая воду белого и синего цвета. Только в 1938 году была добавлена стена отделяет двор от улицы Иригойен, после сноса всего южного крыла. Существует также Двор Aljibe, где находятся белая мраморная плитка покрывающая двор, декорированные по периметру.

### Второй этаж

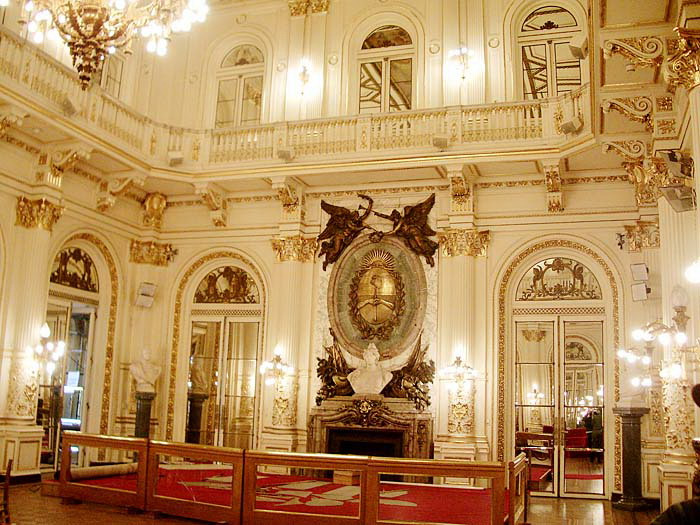
Белый зал: он имеет большое значение, так как в нём выполняет приемы Президент страны, проходят церемонии присяги министров и государственных секретарей.

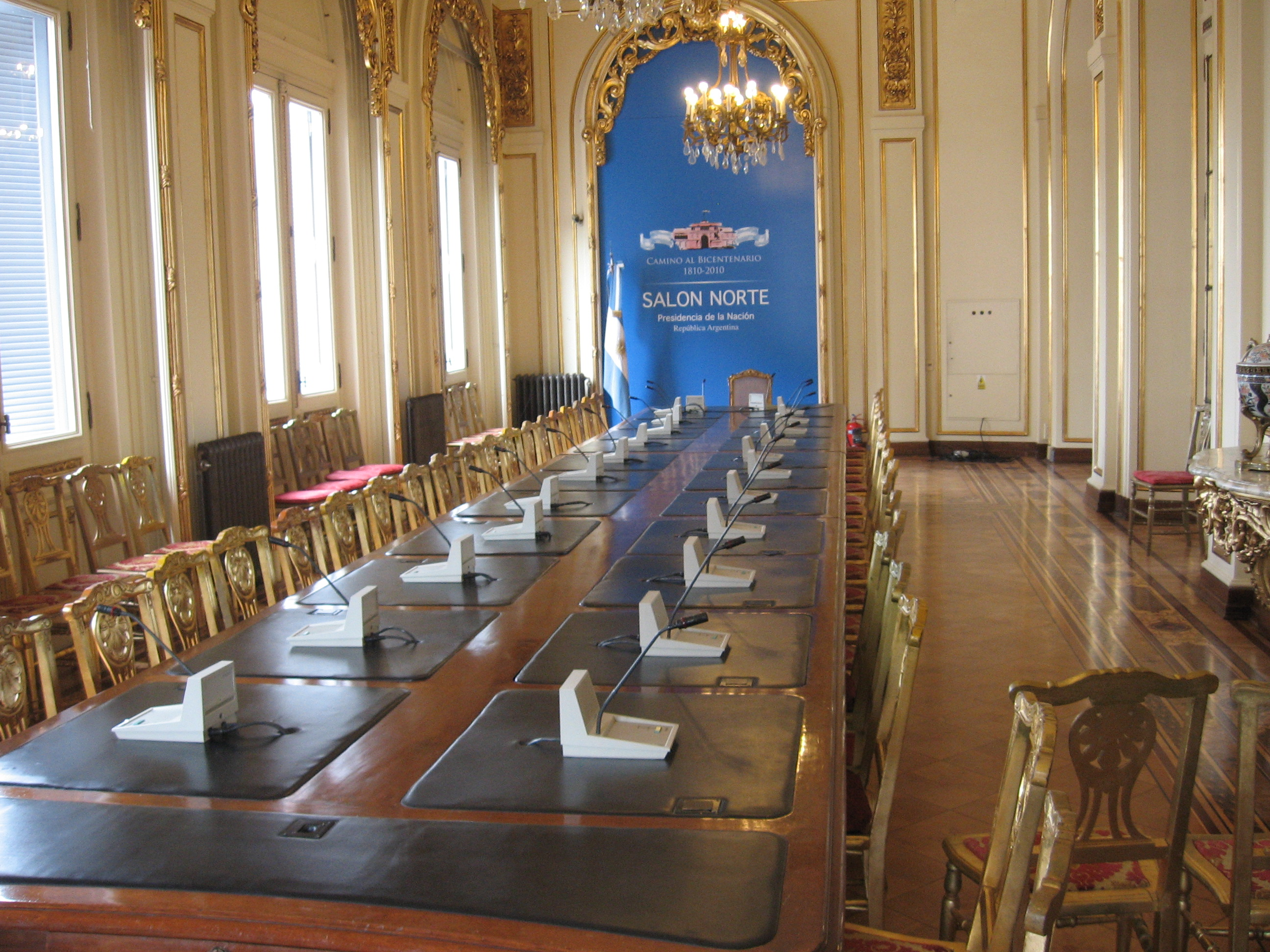
Северный зал, где заседает Кабинет Министров.

Две больших лестницы (так называемые лестницы Италия и Франция) ведут на второй этаж северного крыла, в котором находится Белый зал, который служит местом для проведения крупных деловых встреч правительства: президента и сотрудников президентского аппарата.
Здесь происходит церемония присяги министров и государственных секретарей; вручение верительных грамот иностранными послами, аккредитованными в Аргентине; приемы специальных гостей; заключение международных договоров; выступления президента нации, а иногда прощание с персонами национального значения. Президентский кабинет, далее старый зал для церемоний протокола и Северный зал (бывший зал заседаний правительства). Северное крыло здания построено вокруг Пальмового двора.
Также на этом этаже находятся: зал Эвы Перон, зал аргентинских ученых и Галерея латиноамериканских патриотов, тематические залы открытые во время президентва Кристины Фернандес в бывших кабинетах Президиума, чьи сотрудники перешли в другие отделения. Залы вокруг Пальмового двора, имеют естественный свет и украшены полами с итальянской мозаикой, реставрированной во время президентства Кристины Фернандес Киршнер.

## Музей Каса Росада

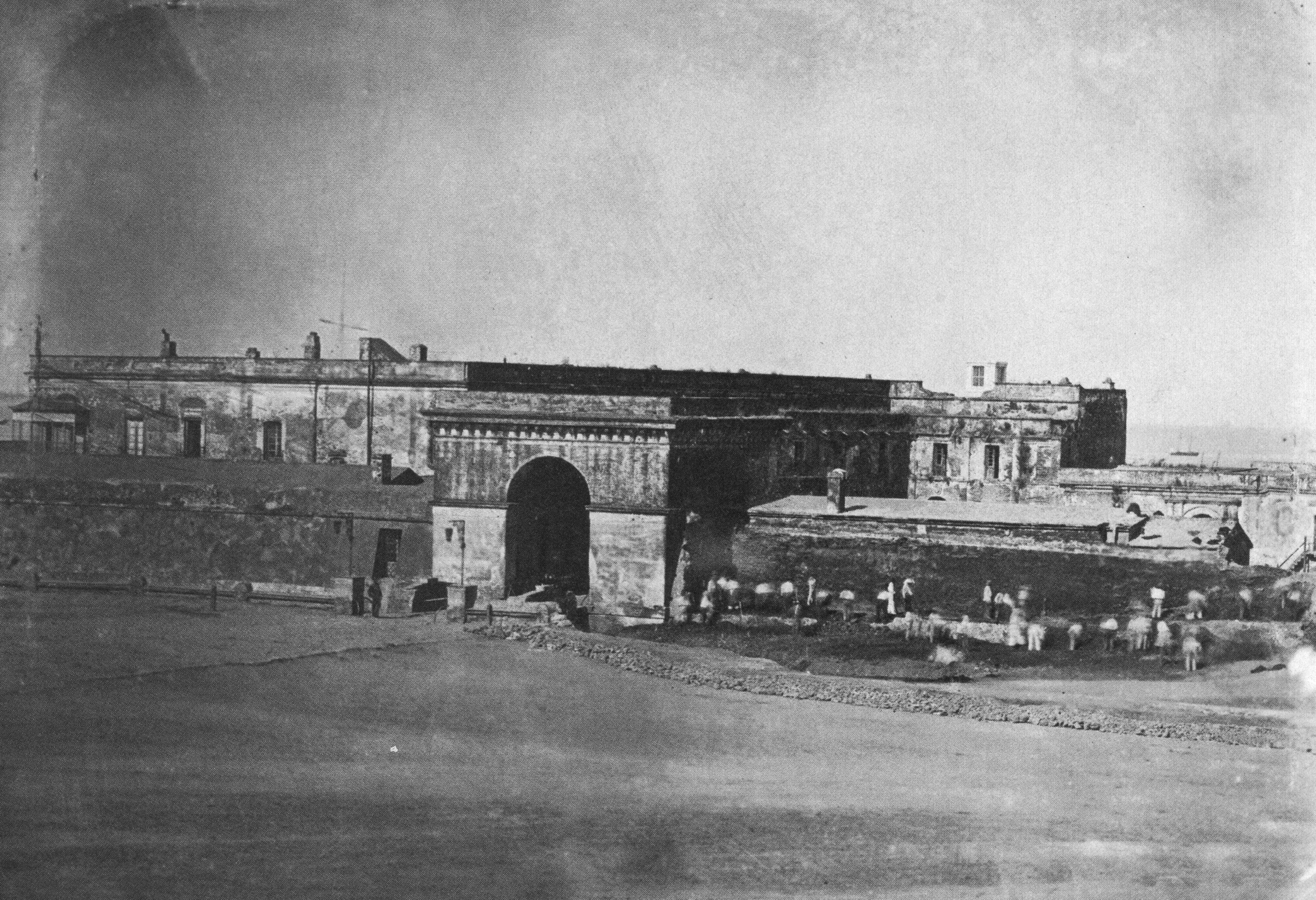
Фотография Форта Буэнос-Айрес 1850-х годов. На этом месте сейчас Каса Росада

Некоторые из его экспонатов находятся в Музее двухсотлетия Аргентины. Он был создан 27 мая 1957 года и его коллекция состоит из личных вещей, портретов, документов и скульптур, которые служили личными вещами президентов страны, выставлены не менее чем за тридцать лет после окончания срока их полномочий.
В коллекции предметов хранятся трости нескольких президентов, в их числе президент Хулио Аргентино Рока.
Здесь находятся также личные автомобили, например MyLord Cabriolet, принадлежащий Хосе Эваристо Урибуру или ландо принадлежащий Хулио Аргентино Рока и американский автомобиль, принадлежащий Иполито Иригойену.
Среди мебели это президентское кресло использовалось во время президентства Сантьяго Дерки, хотя есть важные объекты, такие как кресло-качалка и письменный стол, принадлежащий Доминго Фаустино Сармьенто. В музее есть личные вещи, принадлежавшие президентам, котелок и трость, принадлежащие Ипполито Иригойену, китайский фарфора, который принадлежал Бернардино Ривадавии и набор открыток, принадлежащий Хулио Аргентино Рока.

## Галерея

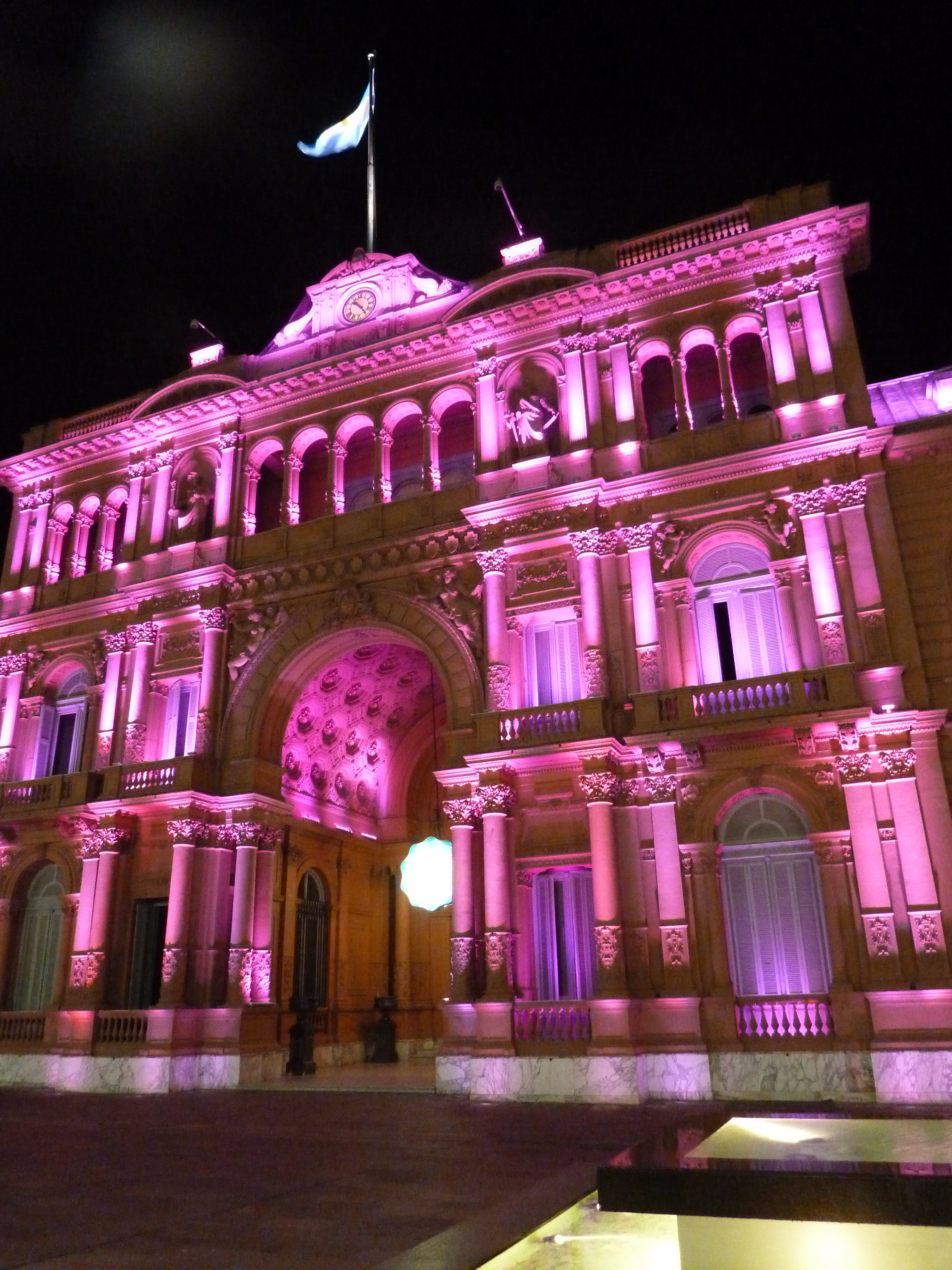
Ночной вид дворца
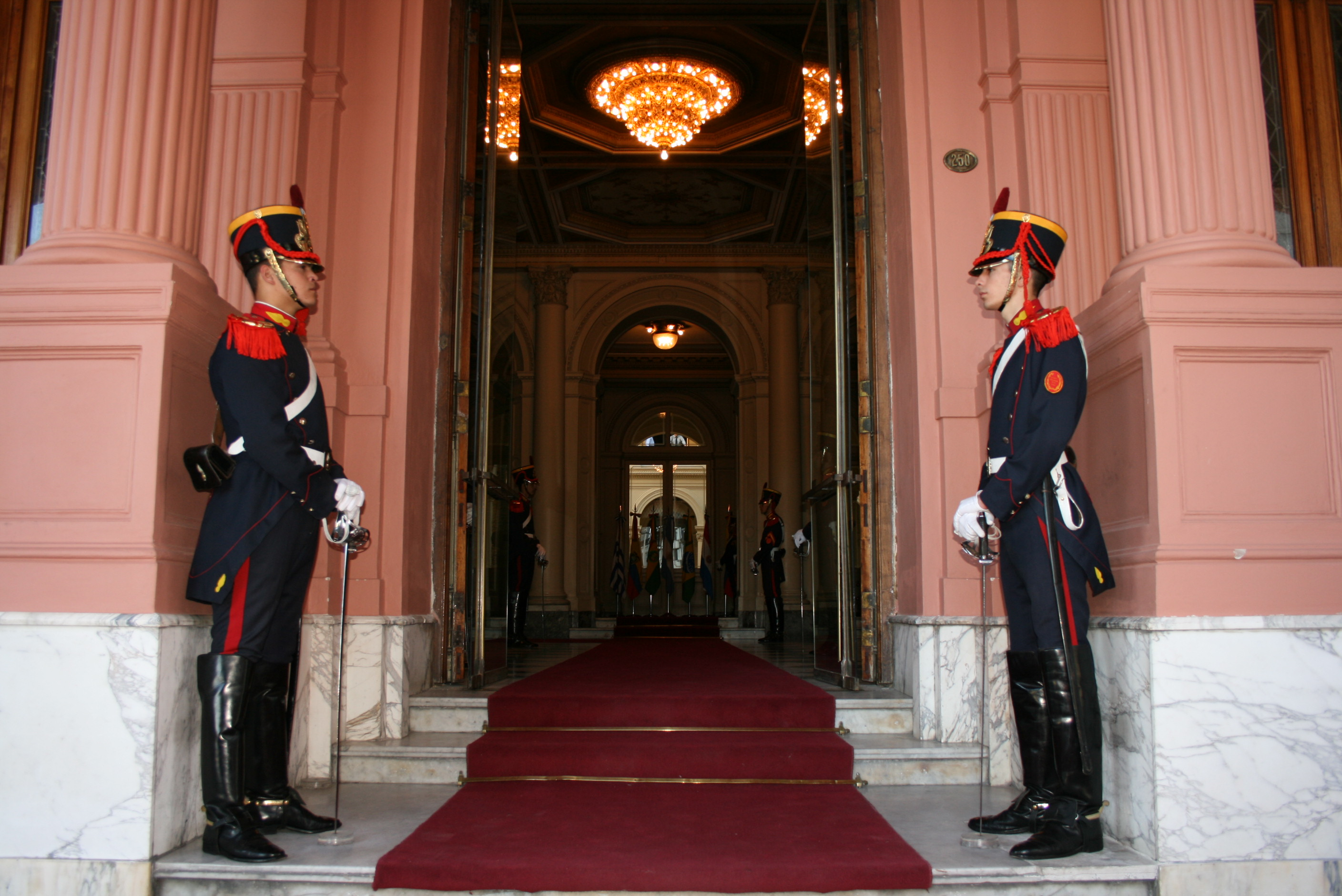
Вход и гвардейцы
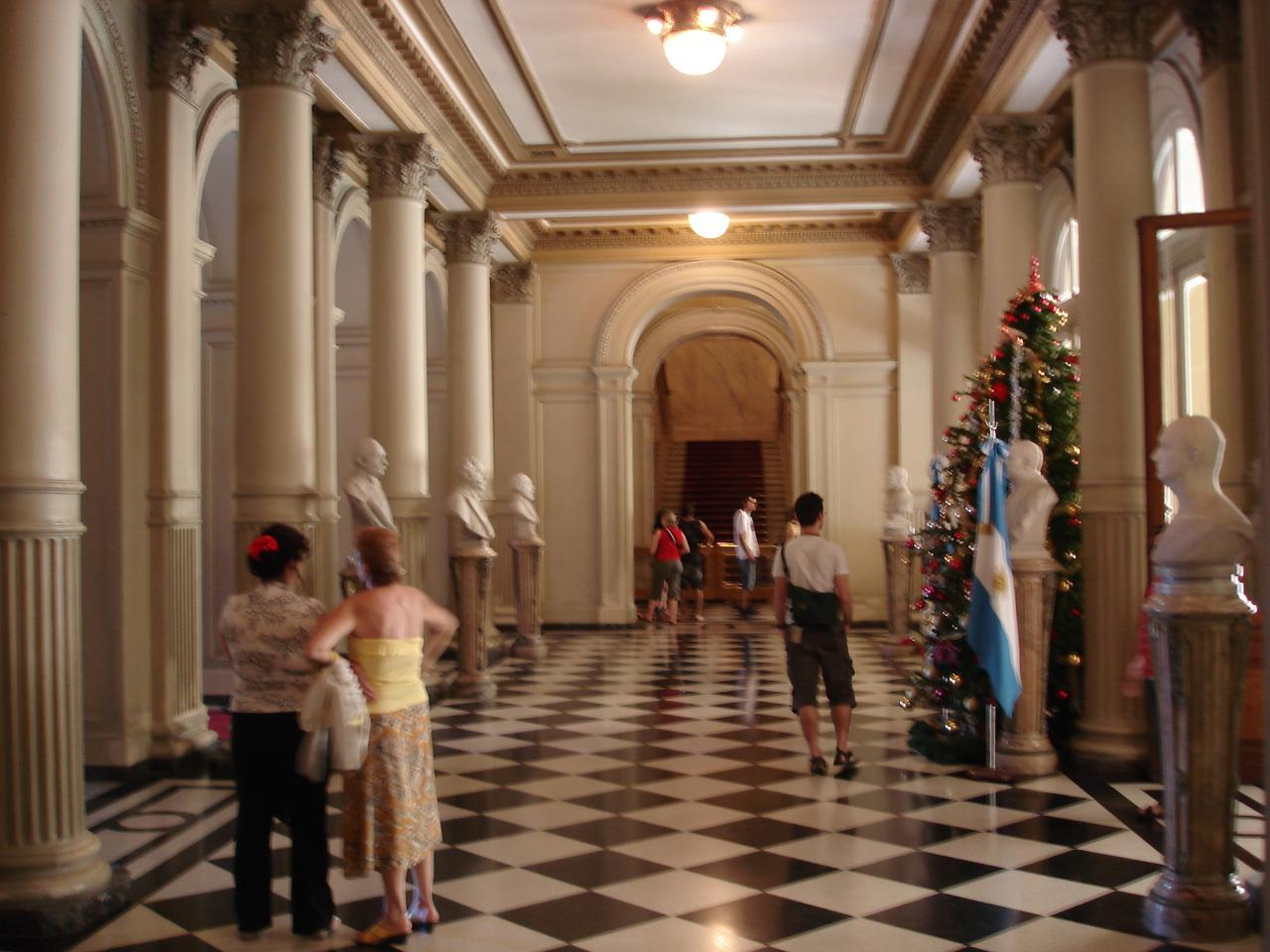
Зал бюстов
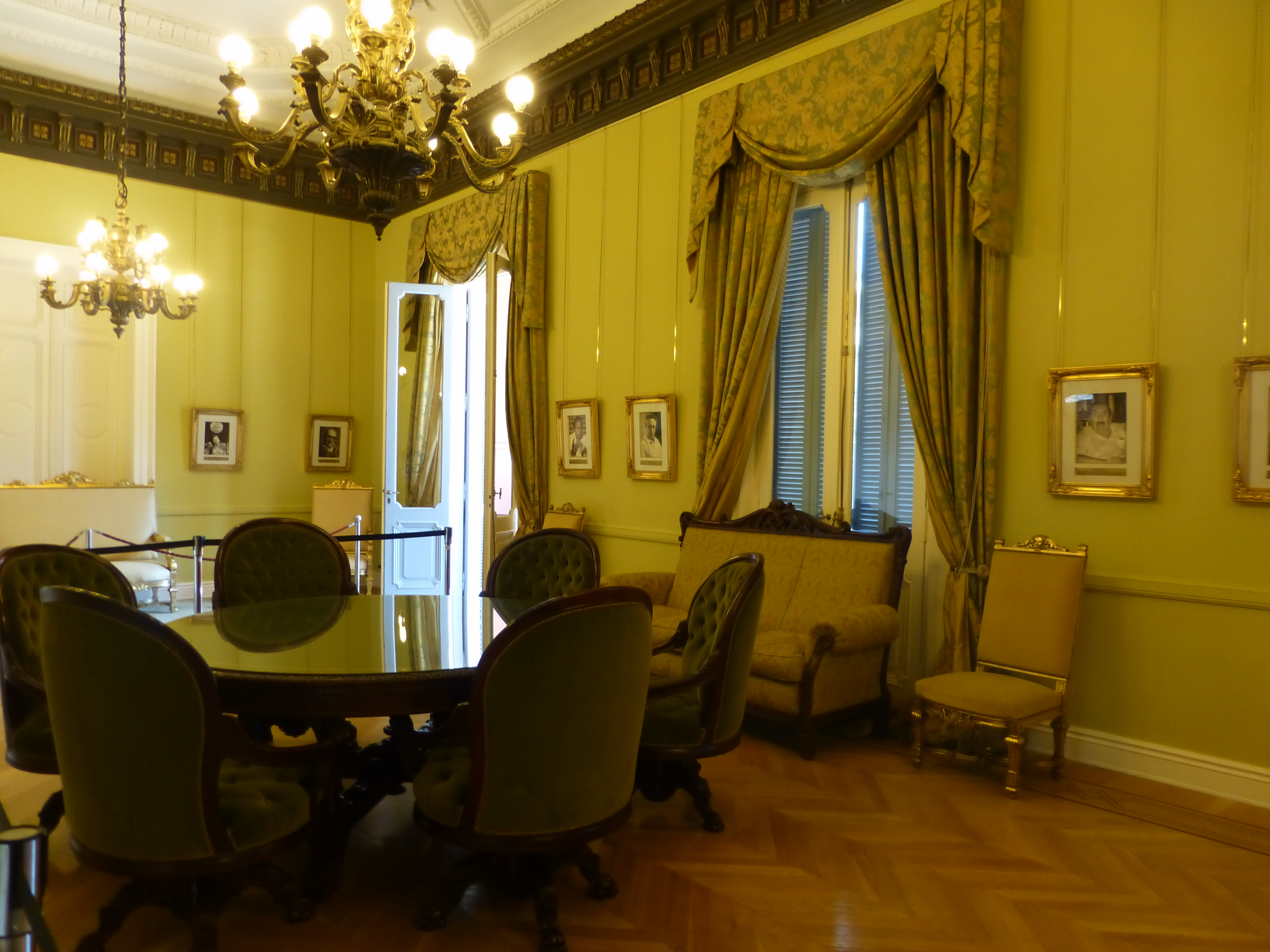
Одно из помещений музея Бисентенарио
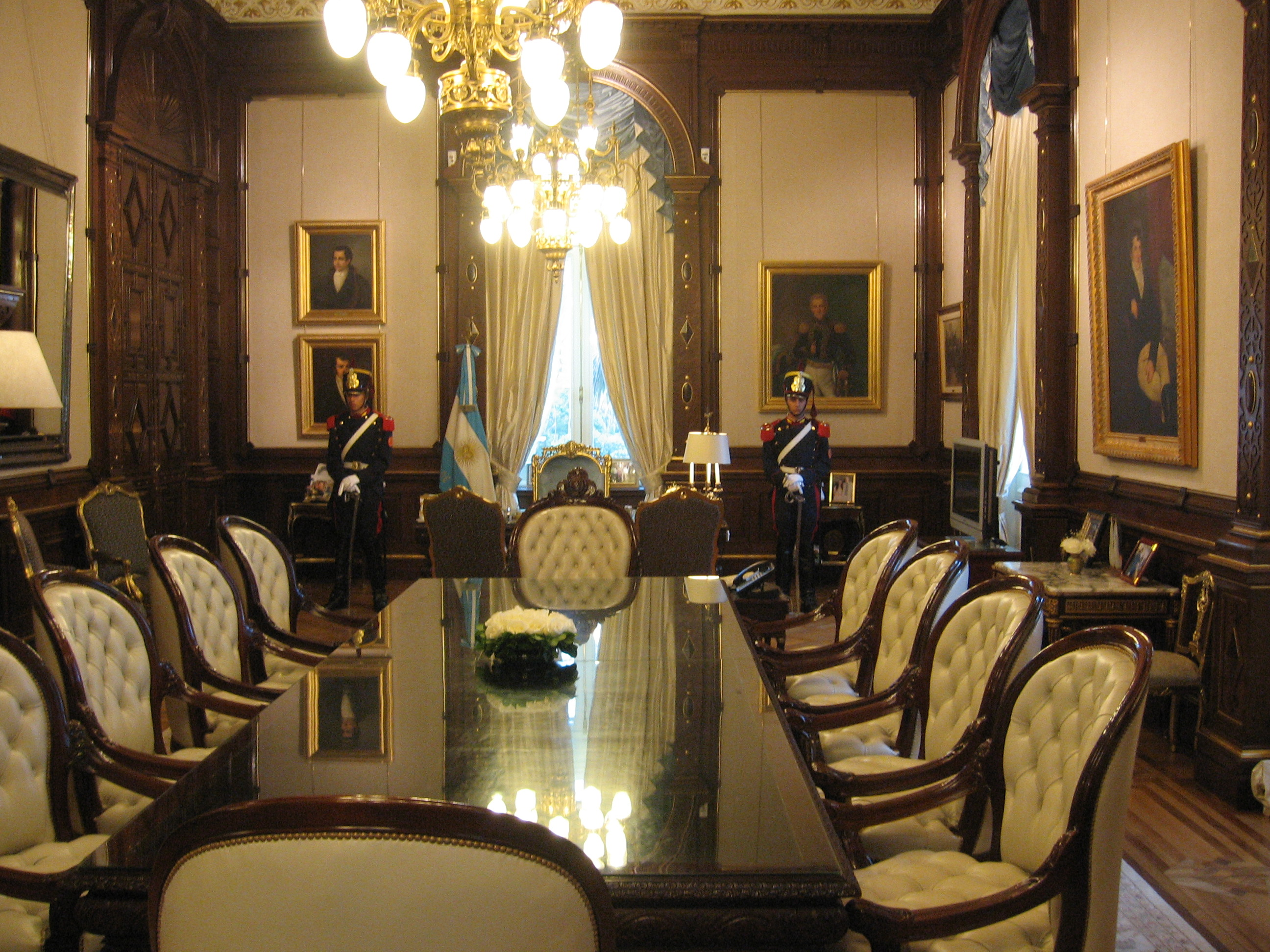
Канцелярия президента
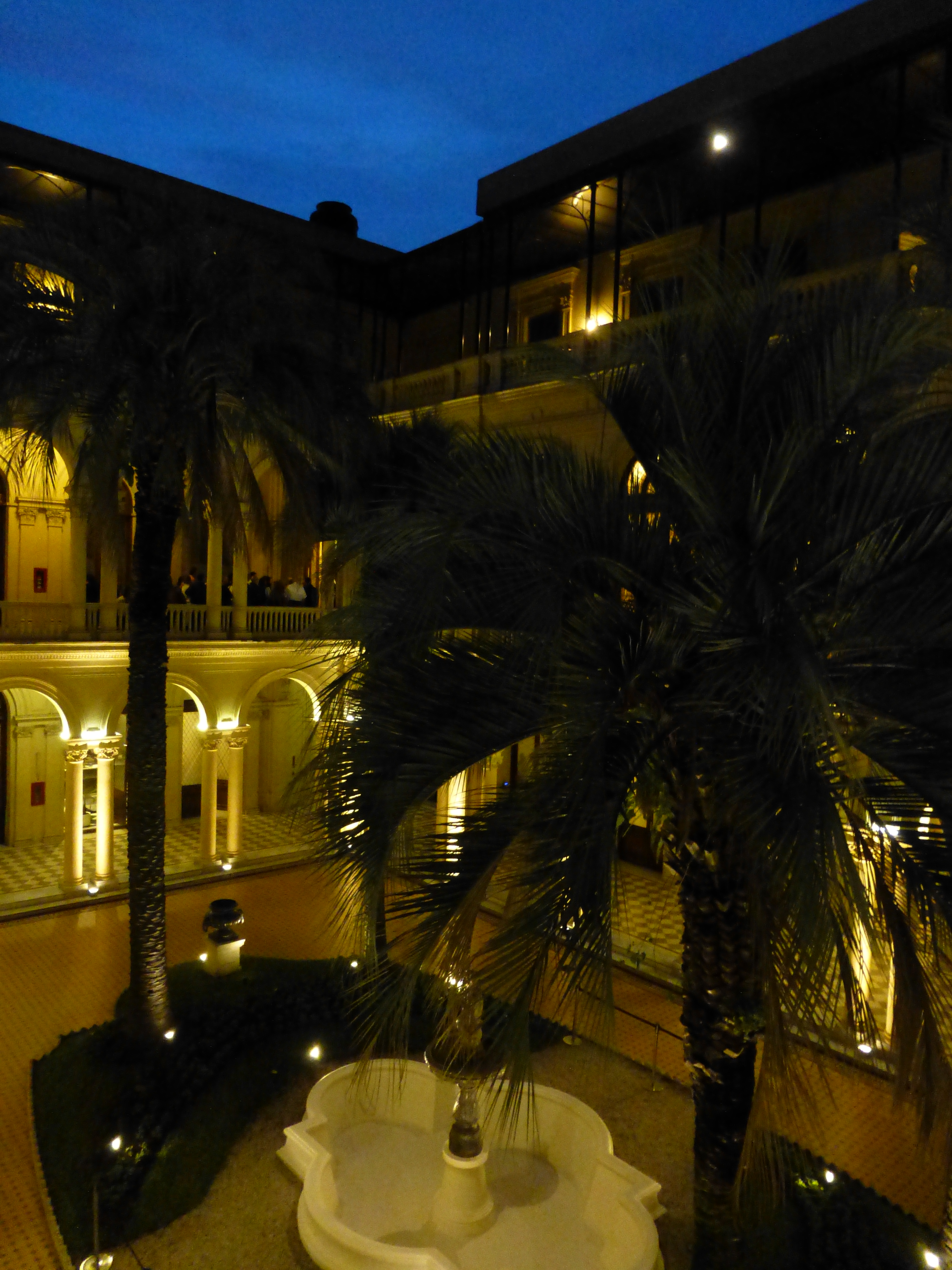
Внутренний двор